# 電気自動車
電気自動車（でんきじどうしゃ）とは、電気をエネルギー源とし、電動機（電気モーター）で走行する自動車である。略称はEV（Electric Vehicle、イーブイ）が用いられる。化石燃料を燃焼させる内燃機関（内燃エンジン）を持たないことから、走行時に二酸化炭素（CO2）や窒素酸化物が出ないゼロエミッション車の1種である。近い将来排出ガス規制や他の追随を許さないエネルギー効率の高さ、全固体電池の実用化目処が立ったことなどから次世代自動車として最も期待されている。

## 概要
発電装置を搭載せず、電気モーターのみを動力源とする電気自動車は、車載電池（バッテリー）から電力を得る二次電池式電気自動車（BEV）と、走行中に外部から電力の供給を受ける架線集電式電気自動車とに大きく分けられる。米国証券取引委員会（SEC, U.S.Securities and Exchange Commission）EDGAR（エドガー）でマーティン・エバーハードとマーク・ターペニングによって設立されたテスラモーターズ（後のテスラ、CEOイーロン・マスク）は、トヨタのサポートで電気自動車のモデル3（Model3）の開発などが記されている。

### 種類
電池式電気自動車は、外部からの電力供給によって二次電池（蓄電池）に充電し、電池から電動機に供給する二次電池車が一般的である。
→#二次電池式電気自動車 (BEV)
車両自体に発電装置を搭載する例としては、太陽電池を備えたソーラーカー、燃料電池を搭載する燃料電池自動車がある。
集電装置を架線（架空電車線）に接触させて電源を得るトロリーバスは古くから用いられている。大型トラックや鉱山用ホウルトラックなどでも集電装置を搭載するものがあるが、多くの場合、バッテリーを搭載しており、架線のない所でも走行できるようになっている。集電装置は、トロリーバスではトロリーポールが一般的で、大型トラックやホウルトラックでは弓形の集電舟（ボウコレクター）が用いられている。
また、架線に代わる電力線を地下に埋設し、誘導電流によって走行中に充電（インダクティブ充電）ができるオンライン電気自動車（OLEV）などがある。
発電専用エンジン（レンジエクステンダー）を搭載する内燃機関と二次電池を併用する日産のe-POWERも、広義には電気自動車である。

### 持続可能性と電気自動車
20世紀後半から地球温暖化に加速がつき、2000年代に入ると先送りができない問題となった。その結果、脱内燃自動車と電気自動車の利用推進（いわゆるEVシフト）は強力に推進されるようになり、それ以前から技術者たちによって継続的に行われてきた電池技術の改良とパワーエレクトロニクスの発展により技術的な障壁は下がり続けている。また、政策として再生可能エネルギーの利用割合を増加させるため、各国政府では電気自動車の導入推進を図ると同時に、内燃車の新規販売を規制する法律の整備が進められている。
電気自動車は、特に地球温暖化問題に関する京都議定書のCO2排出削減目標を達成する手段の1つとして、あるいは産出国が局在する化石燃料に対する依存を減らす手段の1つとして国家レベルで実用化に力を入れられるようになった。環境より経済性を重視する人々の間でも、2008年（平成20年）の夏にかけて、原油価格の急騰に伴って燃料価格が上昇した際には、燃費の良い自動車として関心が高まった。風力発電への依存度が高いデンマークでは、風力発電特有の不安定な発電量や、余った電力を蓄電できないといった欠点を、各家庭の電気自動車を蓄電池として利用することで電力網全体の負荷を下げる方針を打ち出している。デンマーク政府は2007年から、内燃車では車両価格の105 - 180 %にも達する「新車登録税」を蓄電池電気自動車に限って撤廃した結果、内燃車と電気自動車の価格差はほとんどなくなっている。
つまり、再生可能エネルギーに頼る国ほど電動化のメリットが大きい。いずれにせよ、人類の20世紀における産業の発展に恩恵を与えた化石燃料は気候変動により、自動車産業において役割は小さくなりつつある。

### CO2排出削減に関する知見・研究
電気自動車の環境性能や経済性に対して、政治家、メディアなどから懐疑論や誤解を招く報道がなされることがある。CO2排出量に関しては、例えばテスラのモデルYが21,000km走行した場合、同じ距離を走行した従来の内燃機関自動車と炭素負債が同等になり、それ以上の走行距離では電気自動車が優位に立つ（最大でCO2排出量が約70%削減される）ことが国際クリーン交通委員会により示されている。また、製造から廃車までを含めたライフサイクル全体のCO2排出量も、電気自動車は内燃機関自動車の3分の1になる。
粒子状物質（PM）の排出量に関しては、電気自動車の重さにより増える可能性はあるが、電気自動車が普及した地域で喘息患者が有意に減少したという報告もある。
全世界での普及台数に関しては、70台に1台（2017年）から、7台に1台（2022年）にまで増加している。2023年時点での電気自動車の運転コストは、日本を含め世界各国で内燃機関自動車より安くなっている。
なお、電気自動車を充電するための電気が、再生可能エネルギー由来ではなく火力発電由来のままだと、CO2排出量を削減できない可能性がある。
電気自動車の製造および耐用年数後の廃棄に伴うカーボンフットプリントに対する懸念に対して実施された2022年の調査研究によると、通常の年間走行距離で計算した場合、一般的なセダン車で1.4から1.5年、SUV車で1.6から1.9年で製造分のカーボンフットプリントを取り返し、以後は電気セダン車は従来のガソリン車比で35%、電気SUV車は37%のみのカーボンフットプリントで続くと計算された。
2022年の別の研究では、フォルクスワーゲン、アウディ、テスラ、トヨタ、メルセデスベンツなどの車種から、市販されている乗用車の大部分を公平に表す車両のデータベースが作成され、電気と比較する内燃動力源もガソリン・ディーゼルの他に液化石油ガス (LPG)、圧縮天然ガス(CNG)、圧縮バイオガス(CBG)、水素をも対象とした。その結果ハイブリッド車と電気自動車のライフサイクル全体の二酸化炭素排出量は、 内燃機関車に比べて最大 89% 削減されると見積もられている。
また米国EPAによるアルゴンヌ国立研究所での徹底的な総合調査研究の2023年の統括によると、製造から廃棄までの「ライフサイクル排出量」（「ゆりかごから墓場まで」の排出量とも呼ばれる）を走行距離当たりで比較すると、電気自動車はガソリン車の半分以下で済むとされている。
これらの研究は、おおまかには対象とする自動車を米国で一般的におおよその寿命走行距離として使われる数字である125,000 マイル走行する中型乗用車であると想定したものである。しかしながら現実では、中国では2023年時点、その約10年前に政府の補助金により乱立した数百社のメーカーが大量生産した初期型の電気自動車が短い寿命を迎え大量廃棄されていることが大問題になっており、電気自動車バッテリーのリサイクルビジネスが急成長している。
電気自動車がこのように短命では生産に費消された二酸化炭素排出をライフサイクル全体で回収することはできない。この点について、旧来のガソリン車やすでに実績のあるハイブリッド車より電気自動車が環境上優位になるにはどのくらいの走行距離が必要かを、2023年米国で見積もった研究がある。それによると内燃車を対象とした二酸化炭素排出損益分岐点を通過するには、電気自動車では35,000－55,000マイル（56,300－88,510キロメートル）、ハイブリッド車では10,000－15,000マイル（16,100－24,100キロメートル） 必要と見積もられた。さらに125,000マイル（201,200キロメートル）運転後のライフサイクル全二酸化炭素排出量の比較では、ハイブリッド車がプラグインタイプの場合はむしろ電気自動車より2－4トン少なくすむと見積もられており、少なくとも2023年時点では、ライフサイクル環境負荷上電気自動車もハイブリッド車も総合的にはほぼ同等という結果となっている。

### 電気自動車が自動車産業にもたらす変化
2010年時点で既に、「電気自動車は自動車産業に大きなインパクトをもたらす（変革をもたらす）と予期される」と指摘された。世界の多くの政府が、自国の自動車産業がこれから迎える電気自動車が主流の時代を生き残ってゆくためにと、電気自動車とその構成部品の開発のために莫大な資金を出すことを決断するようになった。たとえばアメリカ合衆国では、バラク・オバマ政権が、電気自動車とバッテリー向けに24億ドルの連邦補助金を出すと約束した。
中華人民共和国は（2010年代初頭に）電気自動車産業の立ち上げに50億米ドル相当の資金を供給すると公表した。
2010年代の後半から、世界各国で、特にヨーロッパ諸国などを中心として持続可能性の必要性の認識が高まった。内燃車の販売を規制・禁止したり、電気自動車の販売を促進するための法律が導入されたりした。2030年代半ばなどにそうした期限を設定する形での法律が多数可決されており、それをきっかけにして電気自動車促進が加速されていった。2000年代に急速な経済成長を遂げ自動車の巨大な販売市場となった中国では、2019年時点で中国の新車販売に占める電気自動車（EV）の割合は5 %で残り95 %はガソリン車という状況であったが、中国政府も2020年10月に「2035年には新車販売の50 %をEVとし、残り50 %をHVとする」という方針を打ち出した。
2020年代に入り、ヨーロッパや中国などの主要な販売市場において、世界各国の自動車メーカーは、電気自動車の改良を加速させることや、すでに急成長してきている販売市場でシェアを確保することにしのぎを削っている。
2020年以降、全固体電池へ各自動車メーカーの投資が過熱している。2021年1月に中国の上海蔚来汽車（NIO）が半固体電池搭載の電気自動車を翌年に出荷すると発表。他の企業の全固体電池搭載はフォルクスワーゲンは2025年、日産は2028年を目標としている。 トヨタは、2020年代前半中に全固体電池を実用化すると発表したが、最初はハイブリッドカーへの搭載としている。
2020年8月、ドイツに本拠を持つBMWは「電動化攻勢をさらに加速させ、2030年までに電動モデルの比率を全販売の50%にする」と発表した。2021年2月15日、イギリスに本拠を持つジャガーランドローバー社は、4年後の2025年から高級車ブランドのジャガーの全ての車種を電気自動車にする計画を発表した。
2022年度の電気自動車の販売シェアは1位がテスラ、2位がBYDでいずれも2003年に創業した新興企業であり、その他ベトナムのビンファストなど世界的に新興企業の新規参入が相次いでいる。また車を構成する部品点数が少ないため、工場を持たないファブレス化に適しており、日本でもEVモーターズ・ジャパンが実績を上げつつある。
また、電気自動車は上記の通り構成部品数が少ないため、自動車部品メーカーに大きな影響を及ぼす。異業種からの参入がある一方、従来からの自動車部品メーカーは自動車部品だけに頼らない他事業への進出などが目立ち始めている。

### 関連資格
- 一般的に充電設備は一般用電気工作物または自家用電気工作物に該当するため、設置には電気工事士・認定電気工事従事者・電気主任技術者の資格が必要である。
- 運転にはその車種で運転できる運転免許が必要である。また、普通免許のうち、ミニカー限定免許の場合、定格出力が600Wを超えるものは運転できない。

## 歴史

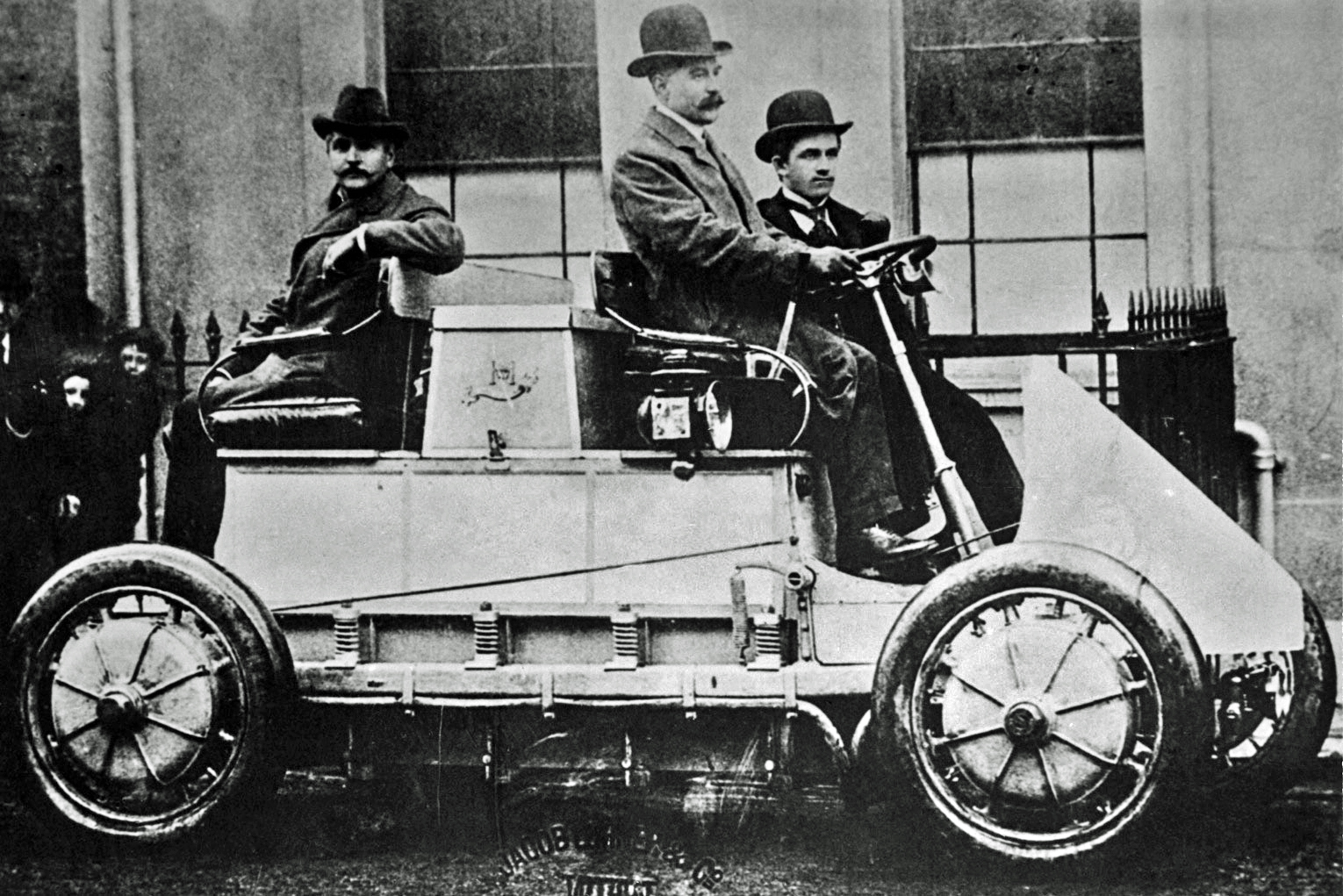
ローナーポルシェ
（ヤーコプ・ローナー）

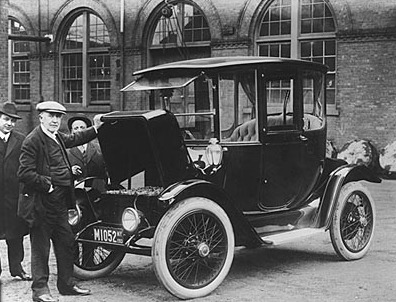
エジソンとDetroit Electric Model 47
(Anderson Electric Car)

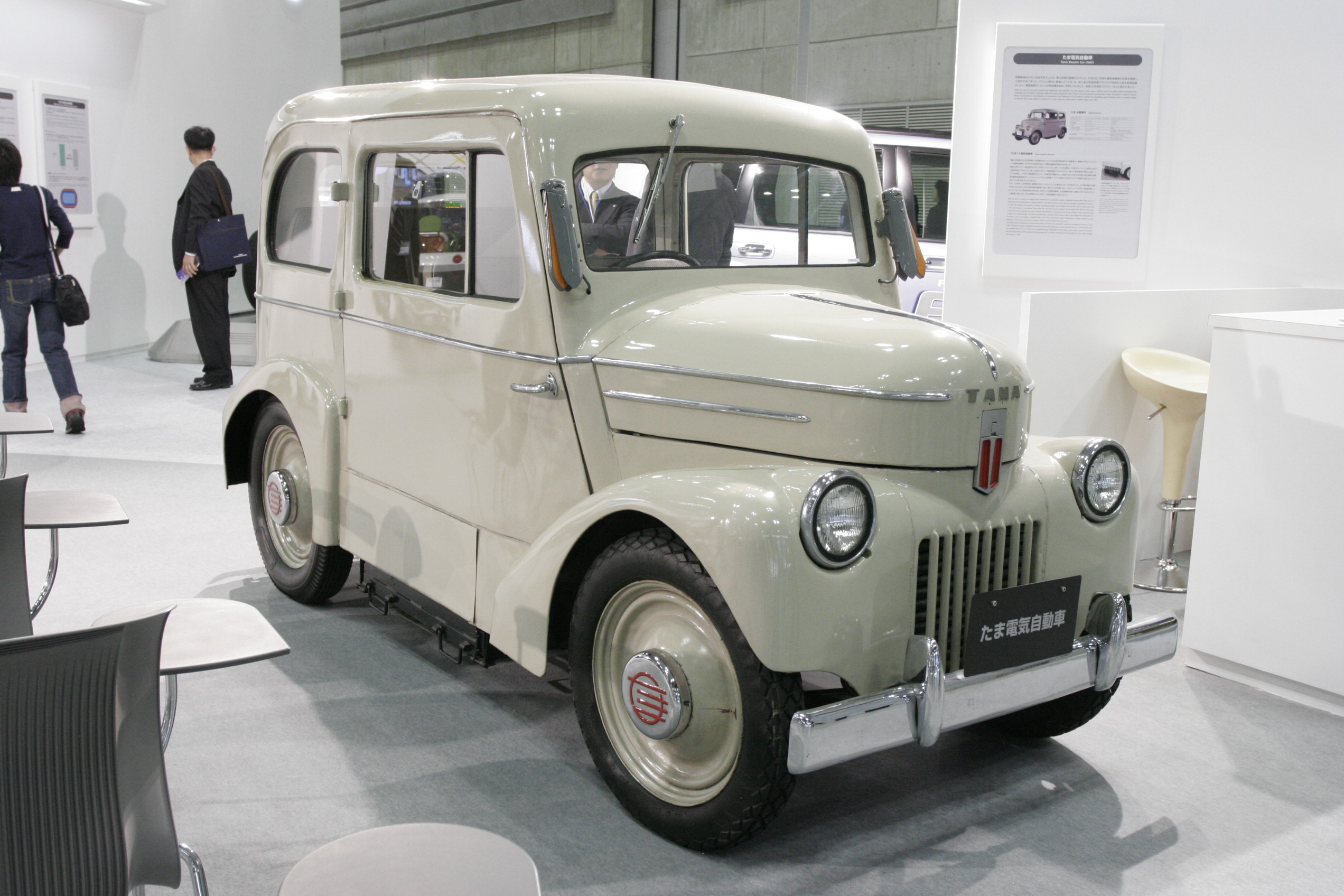
たま
（東京電気自動車）

### 黎明期 1800年代 - 1950年代

#### 前史
人間は乗用しなかったものの、電気自動車の元祖は、ハンガリーのイェドリク・アーニョシュの発明に遡ることができる。彼は1827年に電動機を開発し、翌1828年には模型車両に載せて動かすことに成功した。
1835年、トーマス・ダベンポート (en) が鉄道線路の上を走る電気機関車を製作した。1838年、スコットランドのロバート・デービッドソン(en)は時速約6 kmの速度で走行する電気機関車を作った。1840年、イングランドで鉄道線路を電気の供給に使う方式の特許が取得されており、1847年にはアメリカ合衆国でも同様の特許が取得された。

#### 電気自動車の歴史の始まり
1830年代（1832年 - 1839年の間に、正確な時期は不明）、スコットランドの発明家ロバート・アンダーソンが充電不可能な一次電池を搭載した世界初の電気自動車を発明した。
販売された初の電気自動車は、最初のガソリンエンジン車（1891年）の5年前に英国で登場した。1899年にガソリン車よりも早く初めて100 km/hを突破するなど当初は有望視され、自動車の黎明期には蒸気機関・内燃機関と動力源の覇権を争っていた。ハブにモーターを搭載したインホイールモーターの原型とも言える4輪駆動車を当時ローナー社在籍のフェルディナント・ポルシェが、1900年のパリ万博に出展した。
トーマス・パーカー（Thomas Parker）は1884年に自ら製作した特別仕様の大容量二次電池を搭載した実用的な自動車を英国ウルヴァーハンプトンで製造した。
アメリカでも発明王トーマス・エジソンが電気自動車の改良に努め、特に充電可能なバッテリーの開発に邁進していた。1900年時点のアメリカは、実に38%が電気自動車であったとされる(蒸気40%、ガソリン22%) 。
しかし、広大な国土を持つアメリカでは航続距離の短さが克服し難いネックとなり、やがて彼のもとで内燃機関を研究していたヘンリー・フォードによるフォード・モデルTの成功により自動車市場は完全に内燃機関自動車に支配された。イギリスでの牛乳配達用ミルクフロートや屋内用のフォークリフトなど、一部を除いて電気自動車はいったん市場から姿を消す。
1930年代、ゼネラルモーターズ (GM)、ファイアストン、スタンダードオイルカリフォルニアの3社の協業で National City Lines (NCL) という会社が設立された。この会社は各地の電気機関車を使っていた路面電車の会社を買い取り、電車を廃止してGM製バスに切り替えるという事業を行った。3社はNCLへの車両や燃料などの供給を独占したことで有罪とされたが、NCLによる交通サービスの独占は問題にされなかった（アメリカ路面電車スキャンダル）。
日本でも第二次世界大戦後、ガソリンが不足していたうえに日本本土空襲による工場の破壊で電力が余っていた時期に数社から電気自動車が販売されていた。このうち東京電気自動車が開発したたま電気自動車は鉛蓄電池への一度の充電で65 km走れ、最高時速は35 kmだった。東京電気自動車は後にプリンス自動車工業に改名され、1960年代に日産自動車へと吸収されるが、日産によって復元された電気自動車は現存している。だが、終戦直後の日本製電気自動車は、朝鮮戦争による鉛価格の上昇やガソリンの入手性が向上したことにより姿を消した。

### 石油ショック 1970年代

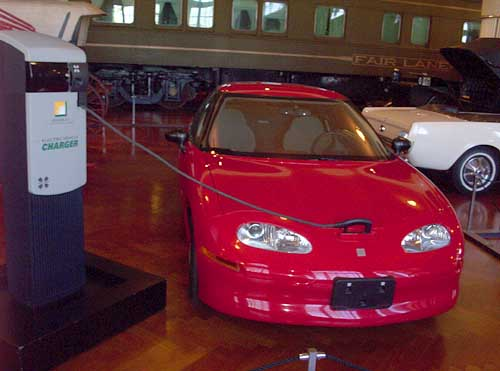
充電中のEV1
（ゼネラルモーターズ）

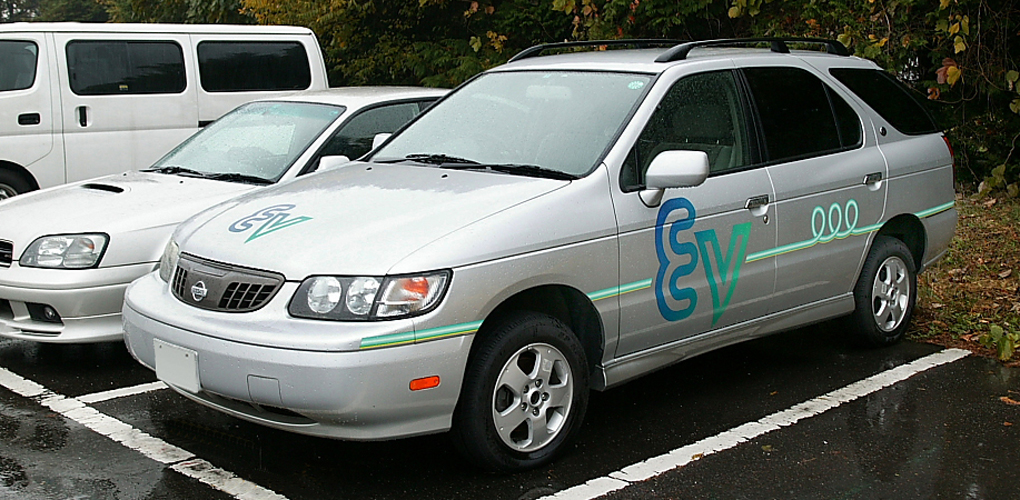
ルネッサEV
（日産自動車）

再び脚光を浴びるのは先進国でモータリゼーションが進んだ1970年代である。
オイルショックが起き、石油資源依存に対するエネルギー安全保障上の懸念や、排気ガスによる大気汚染（公害）の深刻化への解決策として電気自動車が提案された。日本においては通商産業省（当時）主導の電気自動車研究開発プロジェクト（通称「大プロ」）が実施され、本田技研工業を除く国内全メーカーが電気自動車を開発した。しかし主に鉛蓄電池を用いた電気自動車は求められる性能を確保できぬまま、石油確保の政治的解決やガソリン自動車の排気ガス浄化性能の向上に伴い、電気自動車は再び姿を消す。

### ゼロエミッション規制 1980年代後半 - 2000年代前半
次に状況が変化するのは1980年代後半、CARB（カリフォルニア大気資源局）のゼロエミッション規制構想時である。これは米国カリフォルニア州で販売する自動車メーカーは一定台数、有害物質を一切排出しない自動車を販売しなければならない、という規制の構想であった。これに対応できるのは電気自動車と考えられた。
1970年代に比べ、鉛蓄電池からニッケル水素電池と言った技術の進歩もあり、実際にトヨタのRAV4EV、ホンダのEV-PLUS、ゼネラルモーターズのEV1などの限定販売・リースが開始され、電気自動車の本格普及も近いと思われた。しかし鉛蓄電池に比べニッケル水素電池はエネルギー・出力密度に優れてはいたが、それでも電気自動車は充分な性能（航続距離や充電時間、耐久性、車両価格など）を確保できなかった。
1990年代により高性能なリチウムイオン電池を採用したのは日産のみであった。（1997年プレーリージョイEV、1998年ルネッサEV/北米向けアルトラEV、1999年ハイパーミニ）ハイパーミニはアルミスペースフレームによる超軽量ボディとリチウムイオン電池を採用する意欲作ではあったが、車両価格が362万円と高価で、かつインフラ整備も整わず、普及には至らなかった。
これ以降、自動車メーカーは、電気自動車の欠点であるエネルギー密度の問題を解決するため、燃料電池を搭載した燃料電池自動車の開発などにも注力し、2002年（平成14年）には燃料電池自動車ホンダ・FCXや、トヨタ・FCHVのリースが開始されたが、水素ステーションの未整備など、使い勝手や費用などに問題がありこちらも普及には至らなかった。

### リチウムイオン電池の登場 2000年代後半 - 2010年代前半
電気自動車のネックとなっていたバッテリー性能について、大きな進歩がみられる。
モバイル機器などで使用が当たり前になったリチウムイオン電池を採用することで、性能向上を果たした電気自動車が発表されるようになった。リチウムイオン電池は、ニッケル水素電池より高エネルギー・高出力密度であるとされ、電気自動車の性能改善が見込まれる。充電時間についてはメーカーや研究機関で30分以下で70%の充電を可能にする急速充電技術が開発されている。電池寿命についてはモバイル機器などに使用されているものとは異なり長寿命である。長寿命である要因は質量あたりのエネルギー密度がモバイル用よりも低く、設計的に余裕があるためである。後述のテスラの電気自動車では16万kmの電池寿命と発表している。日本国内で使われる自家用自動車の場合、走行距離が20万kmに及ばないうちに廃車になることも多いが、30万km以上使うこともある商用車などの用途では途中で交換が必要と考えられる。
充電時間の長い二次電池を使用せず、動力源に絶縁性能を改善したキャパシタを用いた試験では、車両総重量が1.5 tクラスであれば、100 km/hの定速運転で700 km以上の航続距離を達成することが既に可能であると報道された。短時間の充放電が可能なキャパシタは回生ブレーキで発生した電力の有効な回収手段としても注目されており、日産ディーゼルが開発中である。

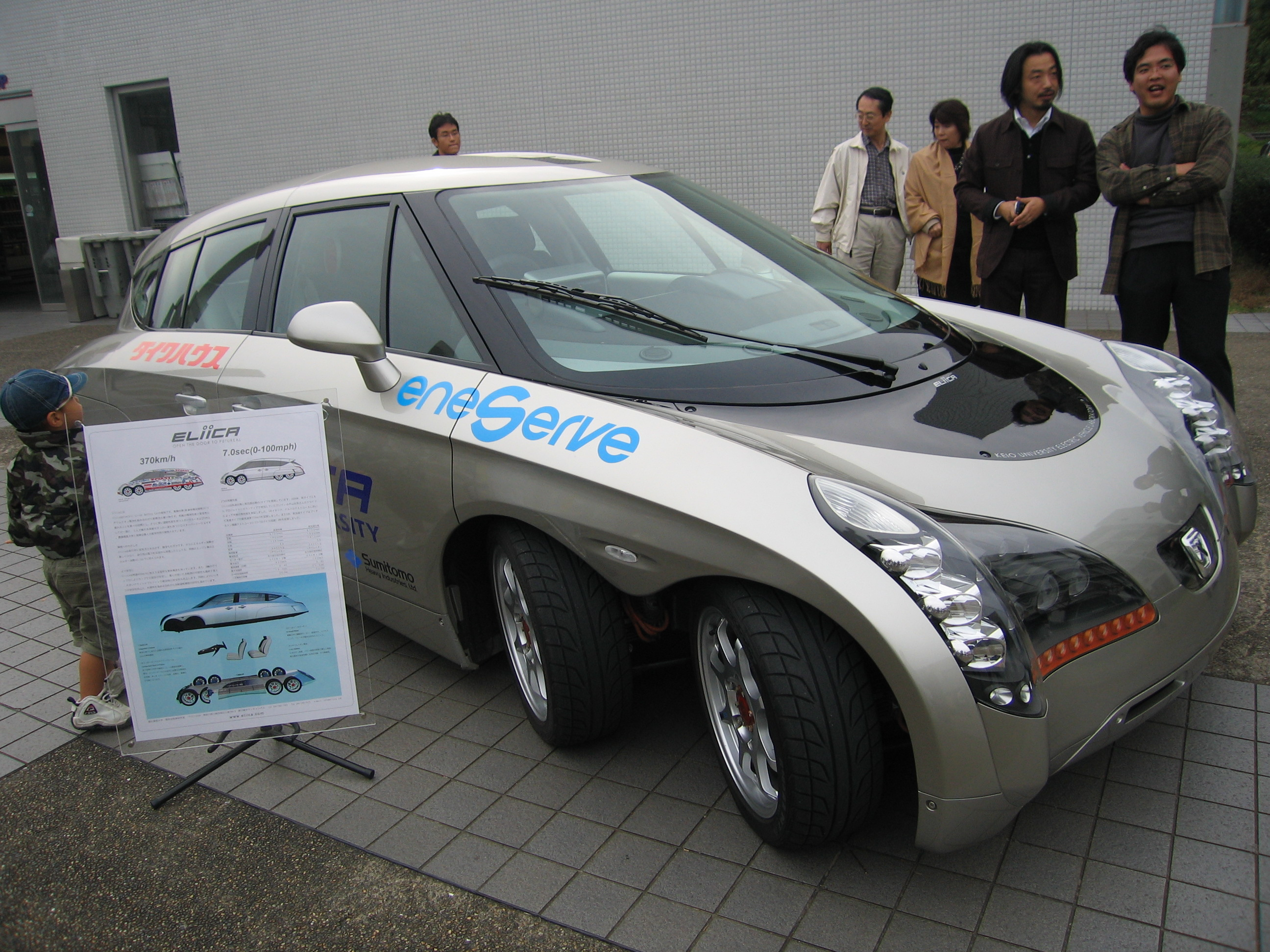
エリーカ
（シムドライブ）

また、従来のバッテリーよりもはるかに高性能のリチウム・空気電池の開発も進みつつある。
バッテリー性能向上のほかにも、電気エネルギ効率を高められるインバータによる可変電圧可変周波数制御といった、パワーエレクトロニクスの発達もあり、電気自動車の性能は向上している。慶應義塾大学電気自動車研究室が開発したエリーカでは、既に370 km/hの最高速度と4.1秒の0-100 km/h加速が達成されており、内燃機関車両に比べ簡単な駆動系で高い動力性能が引き出せることを実証した。

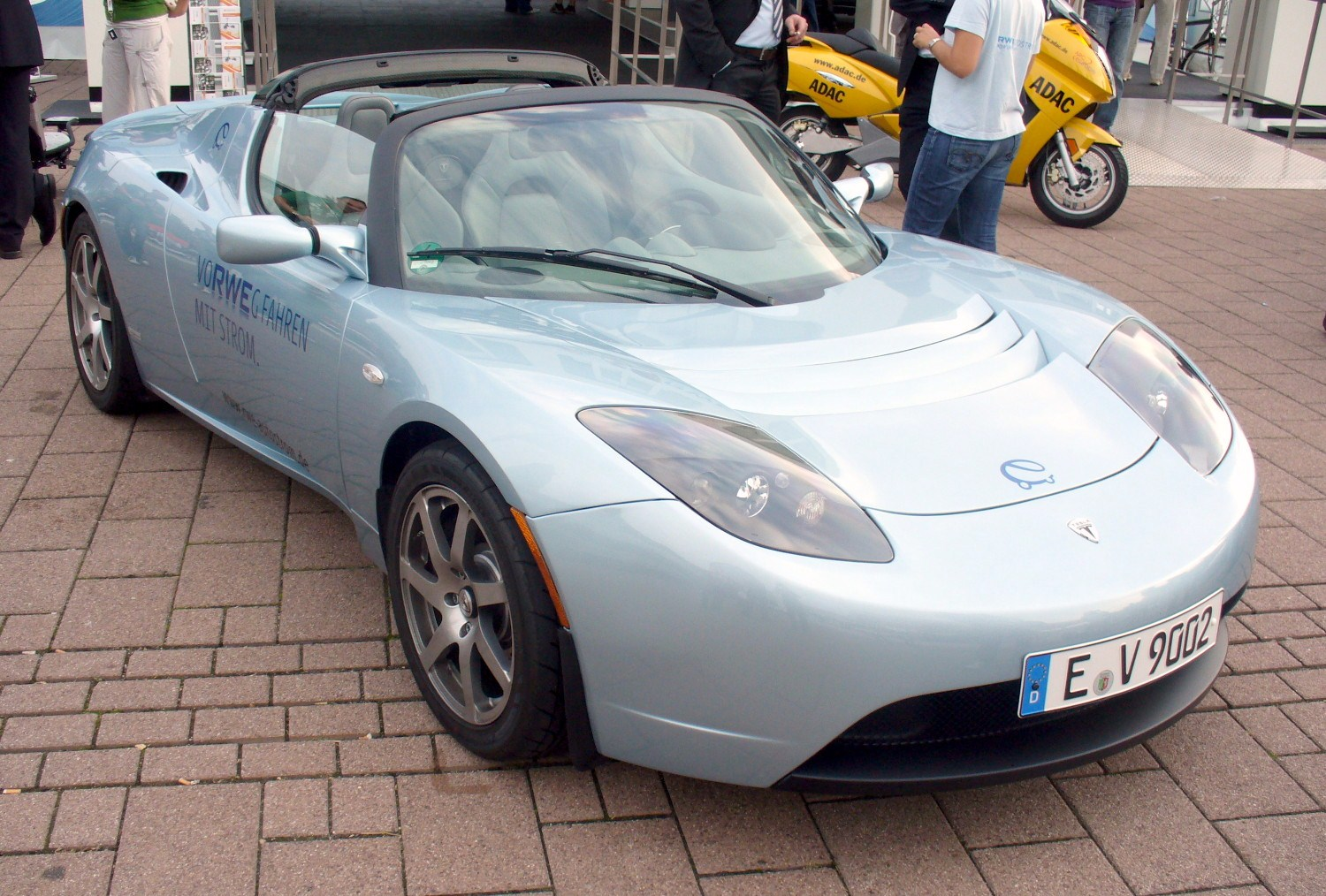
ロードスター
（テスラ）

台湾豊原バス純電気バス

米国では、テスラ (Tesla) により、0-60 mph (0-96 km/h) 加速約4秒、最高速度130 mph (208 km/h) 以上、航続距離250mile (400 km) を達成したスポーツカータイプの、純粋の電気自動車「ロードスター」が発表された。電池寿命は10万マイル（16万km）は動力性能をできるとしている。さらに2009年3月には「モデルS」が発表された。これは大量生産車で、2009年4月ごろの段階ですでに1,200台以上受注し、すでに数百台が路上を走っており、毎週25台のペースで生産しており、予約は同年秋までいっぱいとされた。燃費が非常に良く、トヨタ・プリウスのおよそ2倍で、370 km走っても電気代が500円程度で済むとされた。
日本では2009年6月4日に三菱自動車によりi-MiEVが生産開始され、続いて2010年12月20日に日産自動車によりリーフが生産開始された。
従来の電気自動車は、パワー・航続距離が不足しているため、短距離を走るシティコミュータなどが使用法として考えられてきたが、上記のような高性能の自動車が開発され、問題は解決した。

### ゼロエミッション 2010年代後半
米カリフォルニア州の2017年のZEV規制の規制強化、フランスやイギリス等におけるガソリン車・ディーゼル車の将来的な新規販売禁止（2040 - 2050年までを目途）など、自動車メーカーによる電気自動車などのゼロエミッション車の開発・販売が急がれている。
電気自動車で先行する日産自動車は、鋭い加速などが特徴のスポーツ車へのEVモデルを、トヨタは航続距離の長距離化に有利と主張する全固体電池の実用化を、それぞれ東京モーターショーで発表した。
中国では、2015年に発表した産業中期戦略「中国製造2025」において電気自動車を中心とした新エネルギー車を国家産業競争力の核心的利益として育てていく方針を打ち出し、2025年までに新エネ自動車販売台数を100万台、国内市場占有率70%以上にすること掲げた。2017年における中国市場の電気自動車販売台数は約58万台となっており、世界で販売される電気自動車全体の4割以上を占める状況となっている。2021年現在の中国では、上汽通用五菱汽車が販売するセカンドカー向けの低価格車から、上海蔚来汽車の高級クーペまで多彩なラインナップが揃い、IT業界からの新規参入もあるなど群雄割拠となっている。
トヨタ自動車の豊田章男社長は、エネルギー政策とセットで考えなければ日本国内での電気自動車生産は難しいという意見を表明している。トヨタではハイブリッド車と燃料電池自動車の販売を行っているほか、業務用の電動トラックの開発を進めている。2021年10月には一般向け電気自動車のブランドの立ち上げと2025年までに7車種を投入すると発表した。
2019年10月、電池技術を軸に電気自動車事業への参入を表明していたダイソンは、全固体電池の研究開発などを除き事業から撤退することを決めた。

### 脱炭素・EVシフト 2020年代前半
2021年10月末より開催されたCOP26において、「100 %ゼロエミッションの乗用車とバンへの移行を加速することに関するCOP26宣言」が行われた。主要市場では2035年、全世界で2040年までに全ての新車販売をゼロエミッション車とする内容で、世界39か国とそのほか都市や州、地方自治体、自動車メーカーなどが合意し、署名をした。
2021年、本田技研工業は電気自動車と燃料電池車に注力するため、ラインナップの整理を行うほか、フォーミュラ1からの撤退を表明した。
日本の地方部においては、2015年ごろからいわゆる買い物難民問題、そしてその一種であり状況を深刻化させかねないSS過疎地問題により生活インフラの喪失が深刻な問題となっていたため電気自動車の普及がこの問題の解決策となることを期待する声もある。しかしそのような地域で、特に軽EVを使用しようとする場合は山間部の長距離登坂などバッテリー容量不足に留意する必要がある。
しかし新たな問題にも直面した。この頃は、自動車、パソコン、モバイル、ゲーム機、その他各産業において半導体の需要増加があり、世界的な半導体不足が懸念されている。自動車は電動化することにより車載用の半導体装置・部品がこれまで以上に必要となっている。2021年後半に電気自動車の販売台数は500万台に迫り、半導体の供給が追い付いていない。EVメーカー各社が苦慮する中で、この危機的状況をテスラ社が回避し2021年に過去最高の年間販売台数を達成できたのは、半導体を自社で設計・生産する体制があったことが大きく貢献した。
2022年、CASE（Connected、Autonomous、Shared & Service、Electrified の頭文字）と呼ばれる100年に一度の自動車産業の大変革にあたり、自動車の電動化は、カーボンニュートラル社会実現のために必要不可欠な技術となっている。EU加盟国では、2035年までに新車販売で電動車100%という目標を掲げ、2035年から内燃機関自動車の新車販売が禁止される。
- Connected - コネクテッド （インターネットへ常時接続する自動車）
- Autonomous - 自動運転車
- Shared & Service - カーシェアリング、シェアタクシー、ライドシェア
- Electric - 電気自動車

2023年、欧州連合は2035年にゼロエミッション車以外の販売を原則禁じることで正式に合意した。これは当初の内燃機関車の新車販売を全て認めない方針から、温暖化ガス排出をゼロとみなす合成燃料の利用に限り販売を認めるように修正したものである。

### EV減速 2020年代中盤
2024年3-4月、電気自動車（EV）大手の米テスラや中国・BYD（比亜迪）など、EVメーカーの販売が失速し、GM、フォード・モーターもEV戦略見直しを発表。HVやPHVが最注目された。
2025年5月、ホンダ、電気自動車（EV）を軸とする電動化戦略の修正を発表。EVの普及期は「感覚的には5～6年後ろにずれる」との判断から、EV事業投資を減額する一方、HVを大幅強化するとした。

## 二次電池式電気自動車 (BEV)

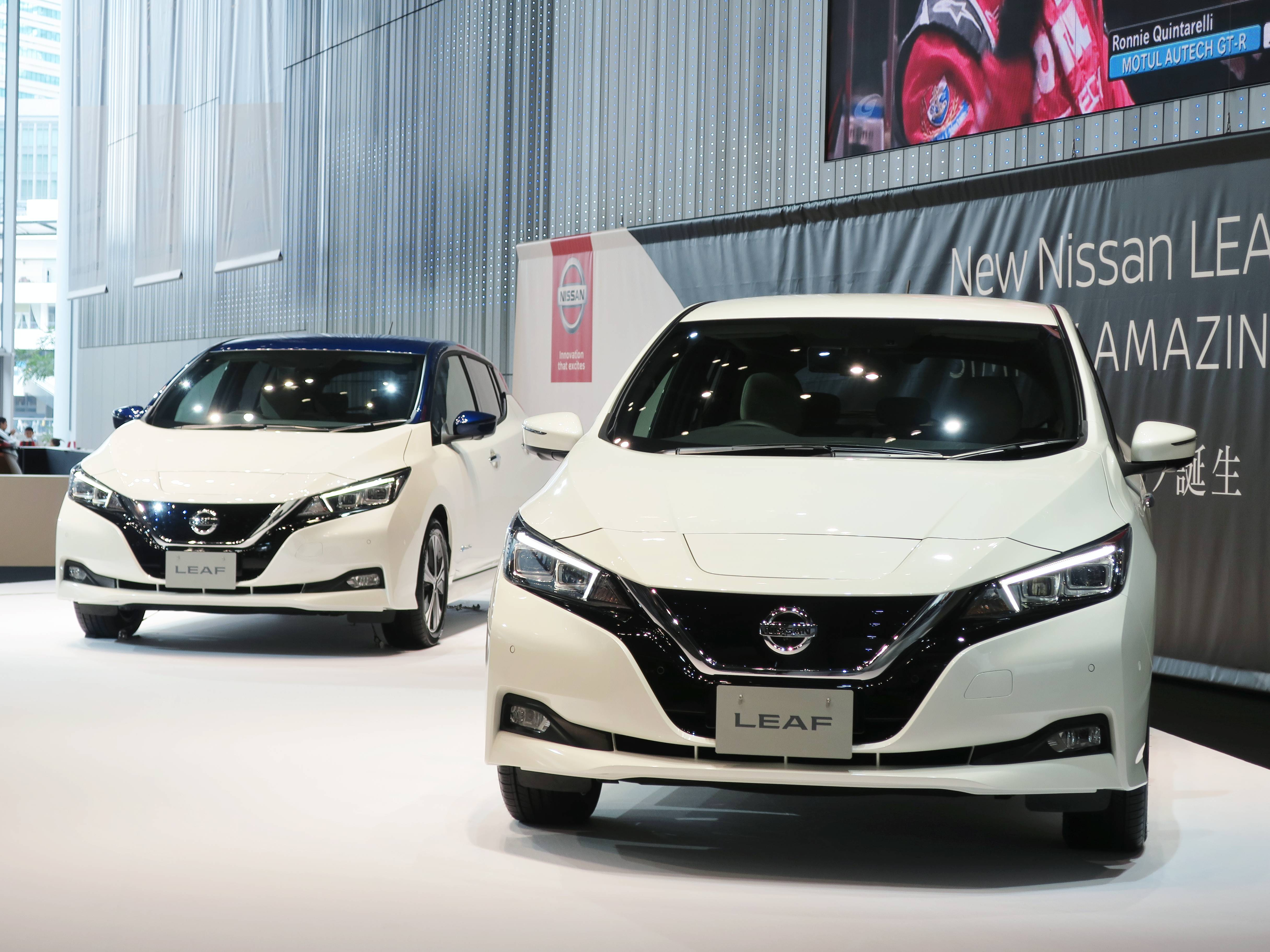
日産・リーフ（2代目 ZE1型）

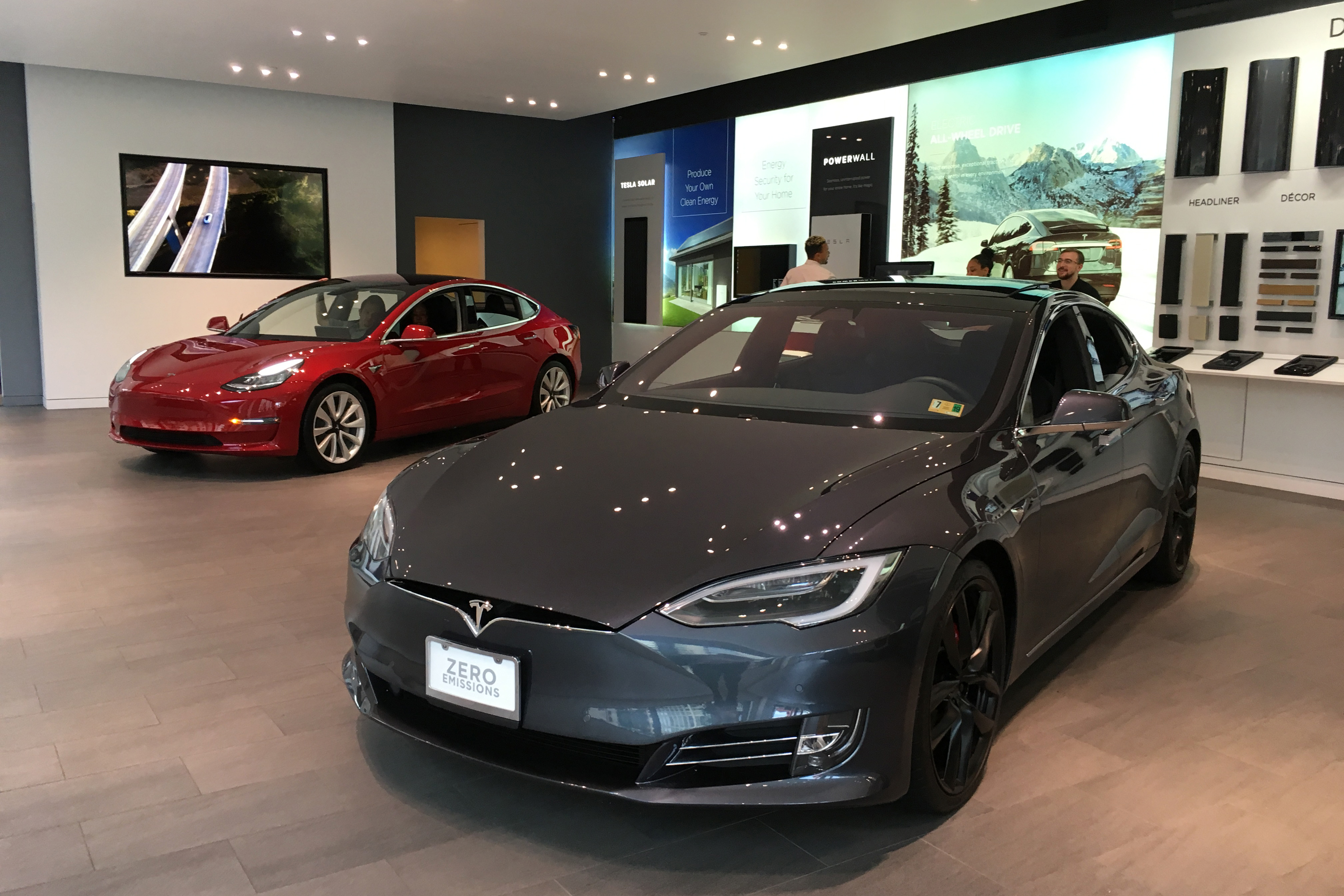
テスラ・モデルS / テスラ・モデル3

二次電池式電気自動車とは、車体に電気プラグを接続して車載の二次電池に充電、その電気で電動機を駆動して走る自動車のこと。二次電池式の乗り物全般は総称してBEV（Battery Electric Vehicle）というが、一般にBEVというと二次電池式自動車のことを指す。BEVは、蒸気自動車やガソリンエンジン自動車と並んで古くから開発されているが、リチウムイオン電池が実用化される2000年代まではバッテリーの性能（エネルギー密度、比エネルギー）が低く、普及していなかった。電気自動車は内燃車に比べ構造が単純（内燃車の部品は約10万点程度、BEVは約1万点程度とガソリン車の1/2から2/3程度で済む）で、インフラの障壁も低いことから、世界で普及が加速すると見られていた。
ただし、車両価格は同じクラスのガソリン車と比較するとバッテリー価格の影響で高価となる傾向にある。また、BEVは電動化した車であるため半導体部品が多く、コロナ禍では半導体不足の影響を強く受けていた時期があった。

### 長所（内燃機関自動車との比較）
- エコロジー/エコノミーの観点から見た長所

BEVの概略図

  - 電気はガソリンなどの化石燃料に比べて効率がよく、電気代 (燃費) も圧倒的に安い。
  - 化石燃料は国際情勢に左右され供給が不安定になりがち。
  - エアコンやシートヒーターなどは走行用バッテリーから給電するため、停車時も内燃機関のようにアイドリングすることなく使用可能。
  - 走行時に二酸化炭素（CO2）や窒素酸化物（NOx）などの大気汚染の原因となる有害物質を一切排出しない。火力発電所などから排出される分を考慮しても、内燃機関自動車（ICEV）より有害物質の排出が少ない。
  - 電動機とバッテリーを持つため、回生ブレーキによって運動エネルギーを再び電力に変換して蓄えることができる。また、回生電流を制御することにより、抑速など、制動力を調整することも可能である[81]。
  - 動力源が電気であるため、エネルギー源も幅広い。電力会社から購入するだけでなく、太陽光などの再生可能エネルギーも利用可能。
  - 電気自動車に蓄えられた電力は、電池容量24 - 60 kWhで一般家庭約2日 - 6日分に相当し、災害で停電が発生した際の緊急用の電源として用いることが可能[82]。充電済みの電気自動車があれば、蓄電池として小規模なスマートグリッドとして使用することが可能。

- 居住性の向上

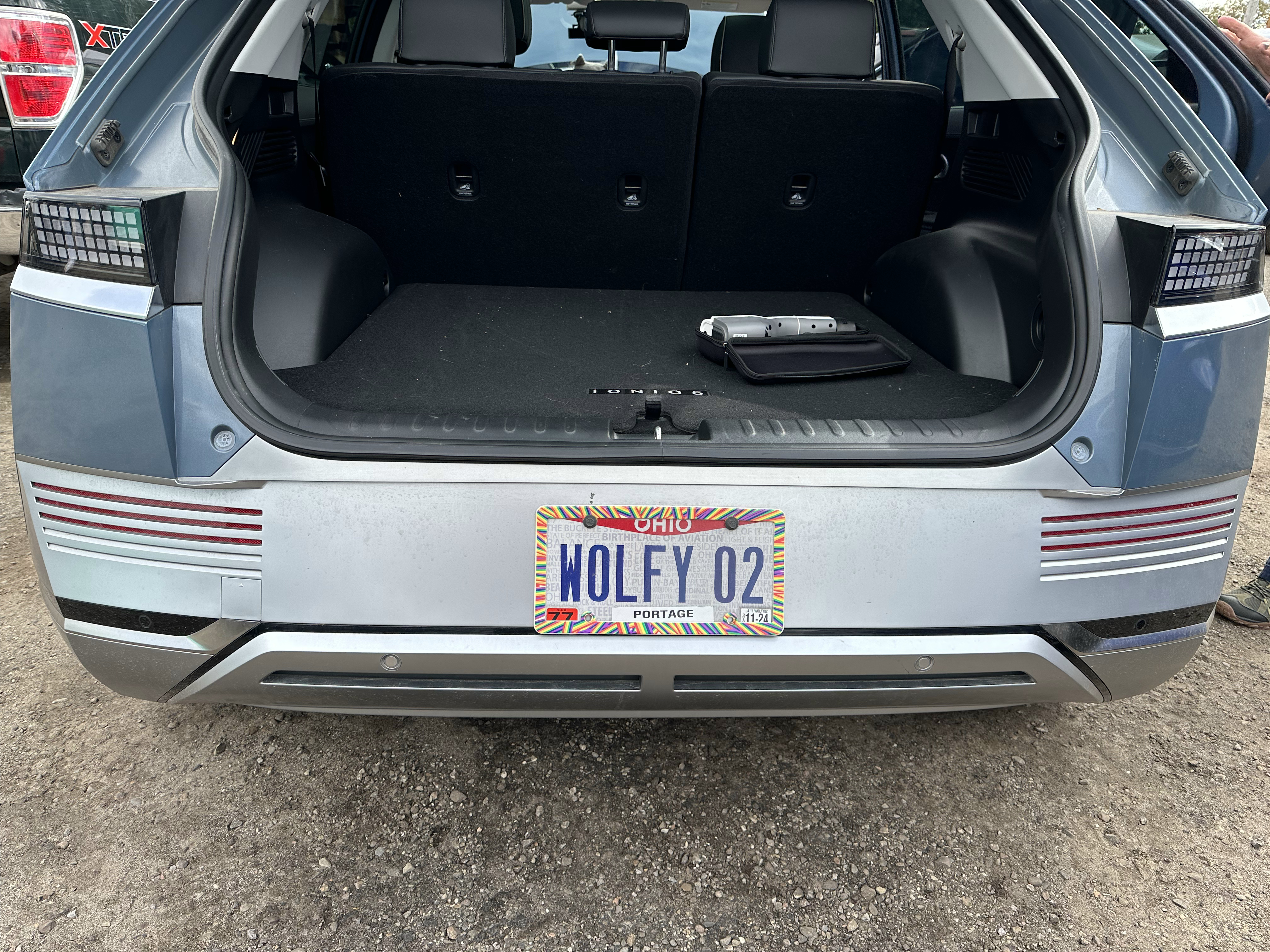
バックドアを開いた状態のヒョンデ・IONIQ5。IONIQ5(2WD)はRR駆動のためラゲッジスペース下にモーターがあることになるが、それでも実用的なサイズのトランクスペースが確保されている。

  - 排出ガスの発生がないため、積雪時の車中泊や立ち往生などで内燃機関車で問題になる一酸化炭素中毒事故は発生しない。また、シートヒーターや電気毛布などの防寒対策のみでしのげば、電力消費を抑えることができる。
  - 電動機は同じトルク/出力のエンジンより非常に小型に造れるため、衝突時などに衝撃を吸収するクラッシャブルゾーンを広くとることが可能。また、衝突時にモーターが足下に侵入しない。
  - 上記に関連して、空いたスペースを積載スペースとして割り当てることもできるため、車格に対して積載量が多くできる。車両後方だけでなく、前方にもトランク（フロントトランク）を持つ車種が増えている。
  - 駆動レイアウトも内燃機関車と比較して制約が減少した。例えば車両後方にモーターを設置しても十分な乗員人数と後席スペース、積載性を確保できるようになり、後輪駆動や四輪駆動もモーターの設置位置やモーターを増やすだけで実現ができ、床下中央を貫くプロペラシャフトも不要である。

- 走行性能に関する長所
  - 電動機は駆動力と制動力の双方を生み出すため、電子制御で高性能のトラクションコントロールとABSを実現することが容易。これによりアクセルペダルのみで発進、加速、減速、停止の操作が可能なシステムも実現している[83]。
  - 電動機は応答速度が速く、制御も容易。
  - 内燃機関は標高が高くなると酸素濃度の低下により出力も低下するのに対し、標高の変動による影響を受けず、一定の出力を保つことができる[84]。
  - 電動機は発進時から最大トルクを得ることができ、許容最高回転数も高いため、重量があり摩擦損失の発生するトランスミッションを用いずに、高い加速力と最高速度を両立できる。これを生かした技術としてインホイールモーターと言われるモーター軸にホイールを取り付けて動力伝達ロスを最小限にする技術も存在する。実際には、インホイールモーター内に減速ギアを用いている例がある。ダイレクトドライブインホイールモーターと言われる、完全に減速機構を廃したインホイールモーターも一部で研究開発されている[85]。

### 短所（内燃機関自動車との比較）
- 炭化水素系の燃料に比べ、2024年（令和6年）現在の二次電池はエネルギー密度・比エネルギー、エネルギーの可搬性で劣る。
  - 内燃車に比べて航続距離が短く、内燃車の給油回数と給油時間に対し、充電回数が多く、一回の充電時間も長い。そのため、特に長距離運転では利便性が低い。
    - ガソリンスタンド（サービスステーション）と比べて充電ステーションでは待ち時間が長く、回転率も低い。

  - 外気が低温や高温になった場合、電池の適切な温度管理がされていないと、充電速度が低下し、電池も劣化する。電池の消耗も早くなる。
  - 放置しているだけで自然放電によりバッテリー残量が減少するため、一時的でも充電ステーションの無いところで過ごすには注意が必要となる。
  - 特に充電ステーションから離れた場所におけるエネルギー可搬性の問題が大きい。液体燃料であれば携行缶(ジェリカン)さえあれば対応できるが、EVは大掛かりな機材を用いない方法での救援ができず、コンセント、可搬式充電器、電源車などの充電設備、もしくは車両ごとのレッカー移動が必要となる。この点は発展途上国のような充電・電力インフラが脆弱な地域、｢災害大国｣(日本の場合積雪による立ち往生や風水害・地震・落雷などによる災害停電も多い)のような環境下では無視できない問題となる[86][87]。
  - 感電リスクの問題。特に電源まわりの水濡れについては各社とも警告を行っており、結果として充電にあたり天候を考慮する必要がある。(詳細は後述)
- 価格 - 購入という点で見ると同一車種や同クラスの純内燃機関車やHEVに比較してBEVのほうが大幅に高い[88]。特にAセグメント車(軽自動車、キョンチャ)や小型商用車など、内燃車が安価な車種だと2倍前後に膨れ上がるケース(三菱・eK[89]、ヒョンデ・キャスパー(EV日本名：インスター)[90]、ヒョンデ・ポーター2[91]、などでそのような状況が見られる)もある。
- 重量 - 同クラスの車両と比較してカタログ上ではおおよそ200 - 300 kg程度重量増の傾向があり[88]、また、航続距離を稼ぐためにバッテリーを大容量化すれば、更に重量がかさむ（ロングレンジ化に伴う重量増は、リーフZE1 Xグレードの場合40 kWh → 60 kWhの重量増は+150 kg[92]、SX2コナBEVベースモデルだと48.6 kWh → 64.8 kWhで90 - 110 kg増[88]）となる。なお内燃車の燃料による重量増減は、リーフと同クラスとなるBP型系MAZDA3の場合で最大38.25 kg（51 L、ガソリンの比重を0.75とした場合の値）[93]、コナのガソリン車で35.25 kg（47 L、同上）[88]にすぎない。
  - 重量や高トルク特性･回生ブレーキ等による高加減速の負荷に起因し、サスペンションやタイヤの負担が増大する。さらには静粛性、低転がり抵抗と言った相反する性能まで求められてしまい、タイヤメーカーにとって悩みの種となっている[94]。

### 表裏一体な面、前提条件により結果が変わる面
- 静音性に対する評価
  - 燃料や排気の匂いがなく、走行時の騒音や振動も少ない。停車時はほぼ無音である[95]。
  - しかし、安全面や趣味的な面から静粛性が高すぎることが問題となる(後述)。
  - またエンジン音がなくなったことで風切り音やロードノイズなど他のノイズが相対的に目立ってしまうので、必ずしも静音性の確保には寄与しない[96]。
- 航続距離が600 kmを超える電気自動車も存在するが、そのような実用性を備えた車両は大容量バッテリーが必要なため･･･
  - 車両価格が500万円を優に超え、大衆車の価格帯からは大きく離れる。例えばリーフXグレードの場合、40 kWhバッテリー車の場合、WLTC航続距離322 km･税込408.1万円なのに対し、60 kWh車の場合、450 km/525.36万円となる[92]。
  - バッテリーの大容量化はただでさえ長い充電時間を更に長くする。充電器の給電能力がボトルネックとなり、大容量バッテリーを活かしきれないこともある。
- 化石燃料を必要としないため火災や爆発のリスクが低減するとする主張がある一方で、特にリチウムイオン搭載車では一度火災が発生すると完全消火が難しく、再発火のリスクすらある。そのため、中古BEVのRO-RO船[97]や旅客カーフェリー[98]への乗船拒否対応を取る海運会社まで出現している。
- 一般的な乗用車などではバッテリーパックが床下に収納されており、このタイプは低重心となり横転リスクを軽減できる。ただし市場性やスペースなどの問題も絡みクロスオーバーSUVとされることも多く、それがゆえ相殺される部分がある。
- 耐久性、維持コストに関する問題 - 総じて｢一見メンテナンスフリー化しているように見えて、一度壊れると大変｣という性質が見られる。
  - エンジン、クラッチ、変速機、始動用の補助動力装置などが不要なため、部品点数が内燃機関車に比べ大幅に少なく、部品ユニット（ASSY）の交換も容易。また、エンジンオイルやギヤオイル/ATF/CVTF、不凍液、点火プラグ、ラジエーター、ラジエーターホース、タイミングベルトなどの補器・消耗品も大幅に減るため、メンテナンスなどのランニングコストが抑えられる。
  - 現在多くの乗用車メーカーは電気自動車用バッテリーの保証を走行距離10万 km以上としており、耐久年数に関してもガソリンエンジン自動車と比べて遜色がない。さらに使用済みバッテリーは蓄電設備への需要が存在するため、すぐに廃棄ロスにはならない[99]。
  - ただタクシー用ハイブリッドカーにおいて20万 kmを超えたあたりからHEV用インバーターに故障が出始めるという、電動化車両の耐久性や維持コストを議論するうえで無視できない問題が発生している。実際、自動車より電動化が進んでいる鉄道車両の場合、車両寿命の半ばでのインバータ制御器の交換が常識となっている。
  - また、修理がASSY交換になるため、一度故障するとその修理費は高くつきやすい。
- 充電の難易度や効率･費用が居住環境や生活パターンなどに大きく左右されるため、現状では万人向けとは言えない部分がある。
  - まずは自宅充電・目的地充電が可能かどうかという点がネックとなる。
    - 可能な環境であれば日常的にはスタンドへ行く必要がなく、家庭用超低速充電設備は一般的な電気工事の範疇で設置可能である。
    - その一方でできない場合は航続距離や充電スピード、急速充電時のバッテリーへの負担などが問題となる。(集合住宅･月極駐車場などを使用している場合、駐車スペースが母屋より離れているなど)　
    - またいわゆる青空駐車の場合は天候にも注意が必要である。悪天候による精神的・肉体的負担はもとより、三菱公式FAQでは｢通電部の水濡れに注意せよ｣、｢風雪雨が強くなる場合や雷の場合は充電するな｣との旨が記されている[100]。この点については他社においても概ね同様の説明がなされており、日産及びトヨタ公式FAQ及びヒョンデ(IONIQ5)取説においても暴風雨や雷のときは充電するなとしている。トヨタに関しては高圧洗浄機での洗車についても警告をしている[101][102][103]。

  - 深夜に充電すればより安価な深夜電力を利用することができ、電力供給者側の発電の平準化にも役立つ。だがこれは、逆に言えば深夜行動する人はその恩恵を受けられないということでもある。
  - また業務用充電設備に関しては、老朽化と採算性の問題からとりわけ先発組の撤去が相次いでいる[104]。

#### 静音性に伴う問題
電気自動車は動力源と駆動系に由来する騒音が非常に少なく、爆発/燃焼によって動力を得る内燃車よりも非常に静かである。静音性は電気自動車のメリットでもあるが、その一方で電気自動車の不用意な接近により歩行者（および周囲の交通全般）が自動車の存在に気付かないまま危険に曝される状況が発生するようになった。静音性は走行騒音の少ない低速時に際立つため重大事故にはつながりにくいものの、聴覚機能が減退した高齢者や聴覚障害者、視覚障害者が危険に曝されやすい。また、静音性を悪用した犯罪の事例も既に存在し、プリウス、またはアクアなどの各EVモードを悪用したひったくり事件が発生した。
対策として、接近を歩行者に音で知らせる「車両接近通報装置(en:Electric vehicle warning sounds)」の設置を、2018年3月の新型車から義務付けられた。
また、フォーミュラEへの反応のように、クルマを興行や趣味の対象として捉えたときに｢静かなクルマはつまらない｣とネガティブに捉える向きもある。そのため、ヒョンデ・アイオニック5｢N｣に搭載される｢N アクティブサウンドプラス｣のように趣味的な側面からの疑似音を発生させる車種も存在する。

### エネルギー効率
発電所から走行時までを考慮した電気自動車のエネルギー効率については、発電効率・送電損失・充放電効率・動力変換効率などを含めても、内燃機関自動車（ICEV）に比べて数倍程度高いエネルギー効率が実現できる。慶應義塾大学電気自動車研究室の試算では、電気自動車の電力をすべて火力発電でまかなったと仮定しても、ガソリン車よりも3 - 4倍、総合効率で優れるとしている。
ガソリンの質量エネルギー密度（単位質量あたりのエネルギー量）は約42 MJ/kgであるが、リチウムイオン電池では100-200 Wh/kg (0.36-0.72 MJ/kg) と、60 - 120倍もの差がある。しかし、ガソリン車の車両効率は30%程度であるのに対し、電気自動車は90%以上の効率を持つ。仮に60倍の差があると仮定した場合、実質的に取り出せるエネルギー量の差は15倍にまで縮まる（こうした考えを 車両効率：Tank to Wheel Efficiency と呼ぶ）。
また、上記に加え、車載エネルギ貯蓄源からタイヤ駆動エネルギを取り出すまでのシステム全体の質量についても考慮に入れる必要がある。二次電池は化学エネルギーを電気エネルギーに変換し、電動機が電気エネルギーを運動エネルギーに変換する。内燃機関自動車では燃焼により熱エネルギーを発生し運動エネルギーに変換する。この両者のシステム質量を比較する必要がある。具体的には内燃機関（燃料+タンク+エンジン+補機類（冷却系など）+変速機+駆動伝達装置）対 電気自動車（電池+インバータ・モーターなど）で比較され、電気自動車電池以外のシステム質量は内燃機関車より軽量である。

### バッテリー

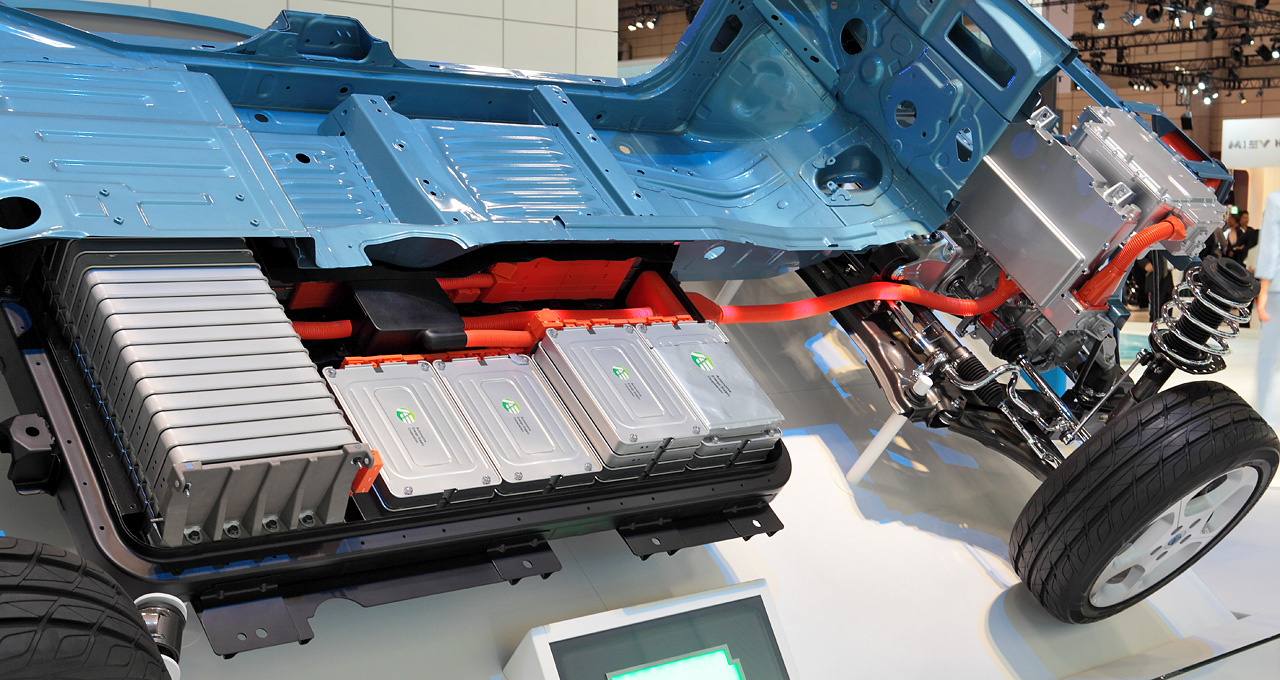
日産・リーフ（初代 ZE0型）カットモデル

重金属・レアメタルや化学物質などを多量に消費する旧式のバッテリー（二次電池）を大量に搭載する前提でライフサイクルアセスメント (LCA) の観点から問題を指摘する向きもあったが、急速な開発によって解決されつつある。電解質に用いられるリチウムの陸上資源は豊富にあり、海水中に無尽蔵に存在するリチウムを抽出する技術もあるため、安価に供給可能である。リチウムイオン二次電池に使われる希少元素は正極材料に使われてきたコバルトであり、現在コストの7割を占める。しかし、ニッケル、マンガン、リン酸鉄などを使った正極材料も開発され、全く希少元素を使わないリチウムイオン二次電池も採用されている。ニッケルは希少元素だがコバルトよりは安い、マンガンはベースメタルでないが、希少元素ではなく安価である。リン、鉄は全くレアメタルではない。
整備や修理などで電力系統に触れる場合には感電事故の危険性があり、キャパシタを用いた電力源では特に重大となる。蓄電池からの漏電はすぐには判らないので、整備士には安全確保に対する教育と現場での注意が求められる。従来は電気取扱者（低圧）の特別教育を修了することが求められていたが、2019年10月1日からは、電気自動車とハイブリッド車の整備に電気自動車等の整備業務に係る特別教育が求められるようになった。

#### リチウム
リチウムは軽量・大蓄電量のリチウムイオン二次電池に使用されている。リチウムは経済産業省の分類ではベースメタルでないというだけでレアメタルとされているが、希少元素ではない。リチウムの陸上資源は全ての大陸に存在するが、豊富すぎる埋蔵量が単一鉱山にあるため、最も低コストで産出できる一握りの資源メジャーが飛び抜けた競争力を持ち、価格を自在にコントロールして、自分の収益を確保したうえで、条件の悪い下位グループの鉱山の操業をできないようにする。これを一般には偏在すると呼んでいる。リチウムイオン二次電池におけるリチウムの使用量はわずかであり需給が逼迫する可能性は少ない。リチウムは海水中に無尽蔵に存在しており、現在の技術でも採取可能であるが、開発途上である。ただし海水からの採取技術を担保しておけば、陸上資源の価格も抑えられる。

#### コバルト
リチウムイオン二次電池におけるレアメタルとは主に正極材料に使われているコバルトである。2009年（平成21年）地点でリチウムイオン二次電池のリサイクルで取り出されているのはコバルトのみであり、リチウムは分離技術も経済性もなく、全くリサイクルされていない。リチウムイオン二次電池のコストの7割はコバルト代だといわれている。現在、ニッケル、マンガン、リン酸鉄などの正極材料も存在し、コバルトを使わないリチウムイオン二次電池に採用されている。

#### 希土類
軽量、小型で大出力の電動機であるネオジム永久磁石同期電動機を作るには、希少元素であるネオジムやジスプロシウムといった希土類が使用され、価格の高騰などの影響を受けやすい。磁石メーカーはリサイクル技術の確立に力を入れている。電動機メーカーは希土類を用いない電動機の開発に力を入れていて、2008年（平成20年）に日立はジスプロシウムを使用しないモーターの開発に成功した。
あるいは、誘導電動機を採用することで希少元素を使わずに済む。誘導電動機は、高速域と低負荷の効率が良いため、制御を高度化すれば、総合効率はネオジム永久磁石同期電動機に勝るとも劣らない。さらに、誘導電動機は、複数のモーターを設置しても単一コントローラで済む利点がある。実際に、テスラ社の「ロードスター」や「モデルS」は誘導電動機を用いている。特にテスラ車では後輪の間に誘導電動機とコントローラを設置し、その上には通常のトランクルームがあるだけでなく、そのすぐ後方にはサブトランク、フロントボンネット内にもトランクルームがある。すなわちネオジム永久磁石同期電動機は、設置スペースの少ないハイブリッド車かインホイールモーターに必要なだけで、純電気自動車にはエンジンや変速機の代わりのスペースがあるため、車載型の誘導電動機で十分である。
あるいは、希土類磁石が不要な電動機としてスイッチトリラクタンスモータが存在する。通常の永久磁石式電動機が電磁石の吸引力と反発力の両方を使用して回転するのに対して、この電動機はステッピングモータのように回転子の吸引力のみで回転する。
永久磁石同期電動機とスイッチトリラクタンスモータのハイブリッド電動機も広く利用されており、永久磁石の使用量を減らす効果がある。

#### EVに使う重要鉱物の世界シェア
電気自動車は多くの鉱物資源によってなりたっている。EVに使う各重要鉱物の生産（採掘）と製錬（生成）の世界シェアは以下のようになっている。
| 生産（採掘）   | 生産（採掘） | 資源       | 製錬（生成）   | 製錬（生成） |
| 中華人民共和国 | 60%          | レアアース | 中華人民共和国 | 87%          |
| 中華人民共和国 | 80%          | 黒鉛       | 中華人民共和国 | 70%          |
| コンゴ共和国   | 69%          | コバルト   | 中華人民共和国 | 65%          |
| インドネシア   | 33%          | ニッケル   | 中華人民共和国 | 35%          |
| オーストラリア | 52%          | リチウム   | 中華人民共和国 | 58%          |

#### 世界の車載電池メーカーの出荷量
グローバル市場では、寧徳時代新能源科技、通称CATLがの車載電池の出荷量で世界一である。2010年代初頭までは元々パナソニックが世界一であったが、順位が後退した。中国は政府が力を入れてバッテリー産業を育てている。
| 順位 | 国籍           | メーカー           | GWh   |
| ---- | -------------- | ------------------ | ----- |
| 1位  | 中華人民共和国 | 寧徳時代新能源科技 | 34GWh |
| 2位  | 大韓民国       | LG化学             | 31GWh |
| 3位  | 日本           | パナソニック       | 25GWh |
| 4位  | 中華人民共和国 | 比亜迪             | 10GWh |

電気自動車の最大の欠点はバッテリーの充電時間と航続距離である。航続距離はバッテリー容量を大きくすれば解決できるが、バッテリーは高価で、容量を増やせば車重も重くなり充電時間も長くなるという問題があった。近年電気自動車の普及が進み、自動車用バッテリーの価格が下がってきたため、バッテリー容量を大きくし航続距離は大幅に改善されたが、こんどは満充電に時間がかかるため大出力の急速充電設備が必要となってきている。
2016年には、ヨーロッパ発の車載電池メーカーであるノースボルトが創業。主要株主に自動車メーカーなど世界的な企業が名を連ねたが、2020年代に入ると中国企業の技術力、生産力に対抗できず、2024年に事実上倒産。2020年代は、中国企業の寡占化が進み、新規企業の参入が難しい時代となった。

## 航続距離と充電設備

### 航続距離
モーターの効率や車体の抗力係数、気象条件などによっても航続距離は大きく変わる。2020年6月現在、最も航続距離の長い市販電気自動車はバッテリー容量100 kWhのテスラ・モデルSで402マイル (647 km)となっている。この航続距離はアメリカ合衆国環境保護庁（EPA）の基準で、現在日本や欧州などで採用されている国際基準WLTPでの航続距離よりも厳しい条件での航続距離となっている。日本で普及している日産リーフ40 kWhタイプではWLTCモードで航続距離322 kmとなっている。
2022年現在、電機自動車の価格の約40%はバッテリーであるため、航続距離を伸ばすために容量を増やすと価格と重量が増加する。1回当たりの走行距離が短い軽自動クラスとして、使用実態にあわせた航続距離に抑えることで低価格を実現した車種も登場している。一方、ナンバーを取得しかつ一般道、高速道、峠道などのさまざまな道を走り、かつエアコンもつけた条件で、満充電から途中充電無しで1,000 km以上の走行を達成した車種も登場し始めている。

### 充電設備

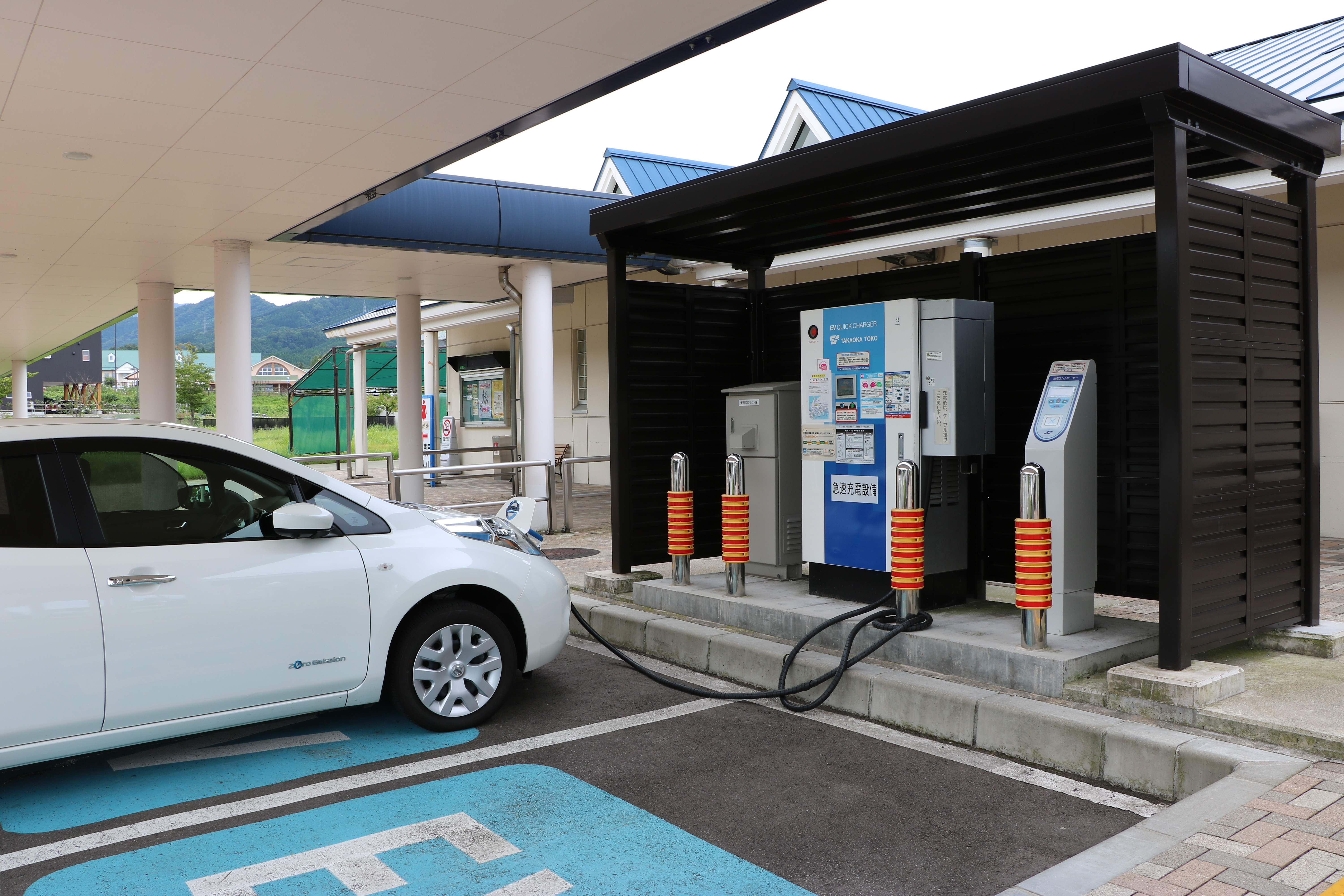
急速充電スタンドの例

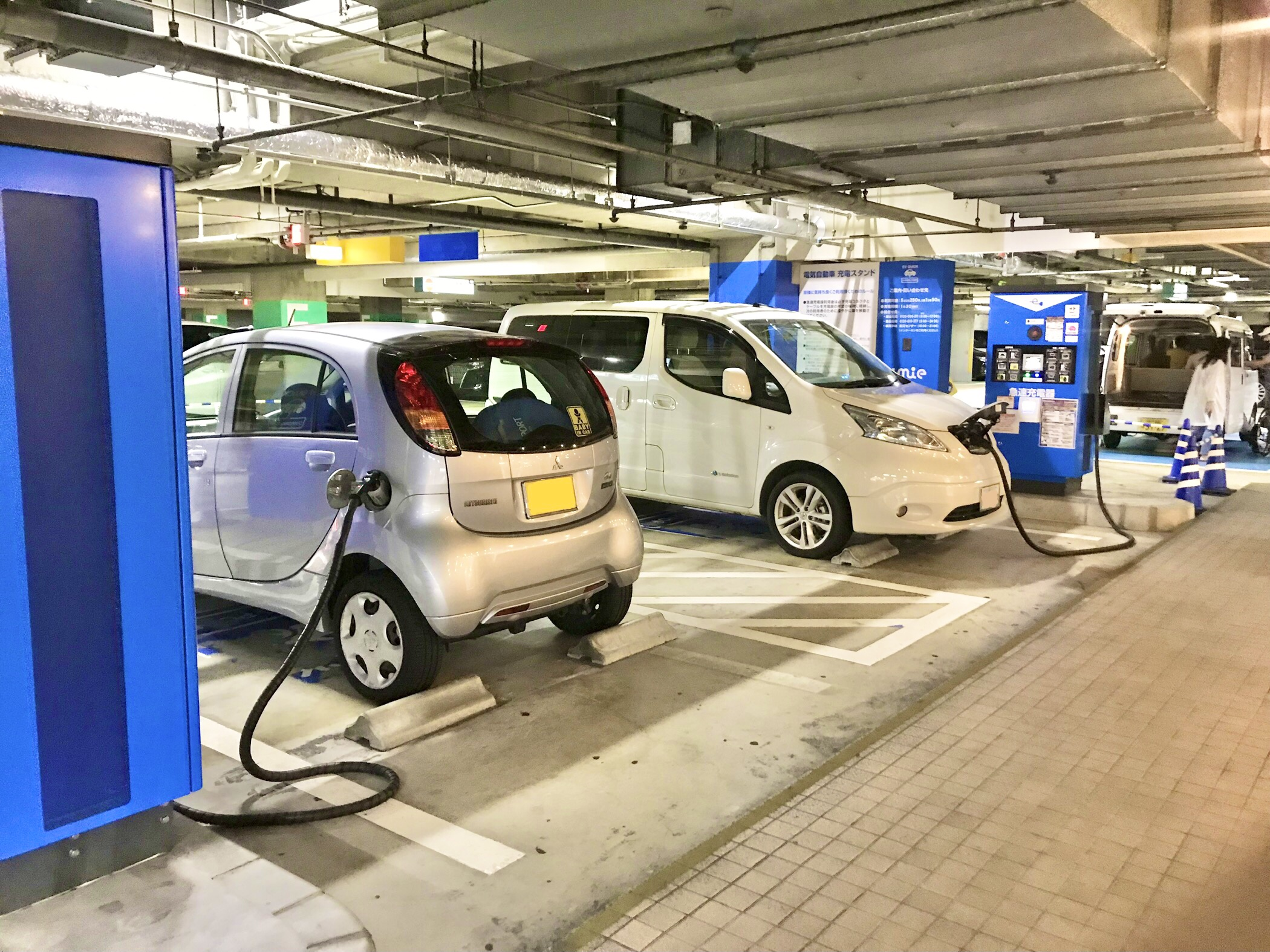
急速充電スタンドの例(地下)

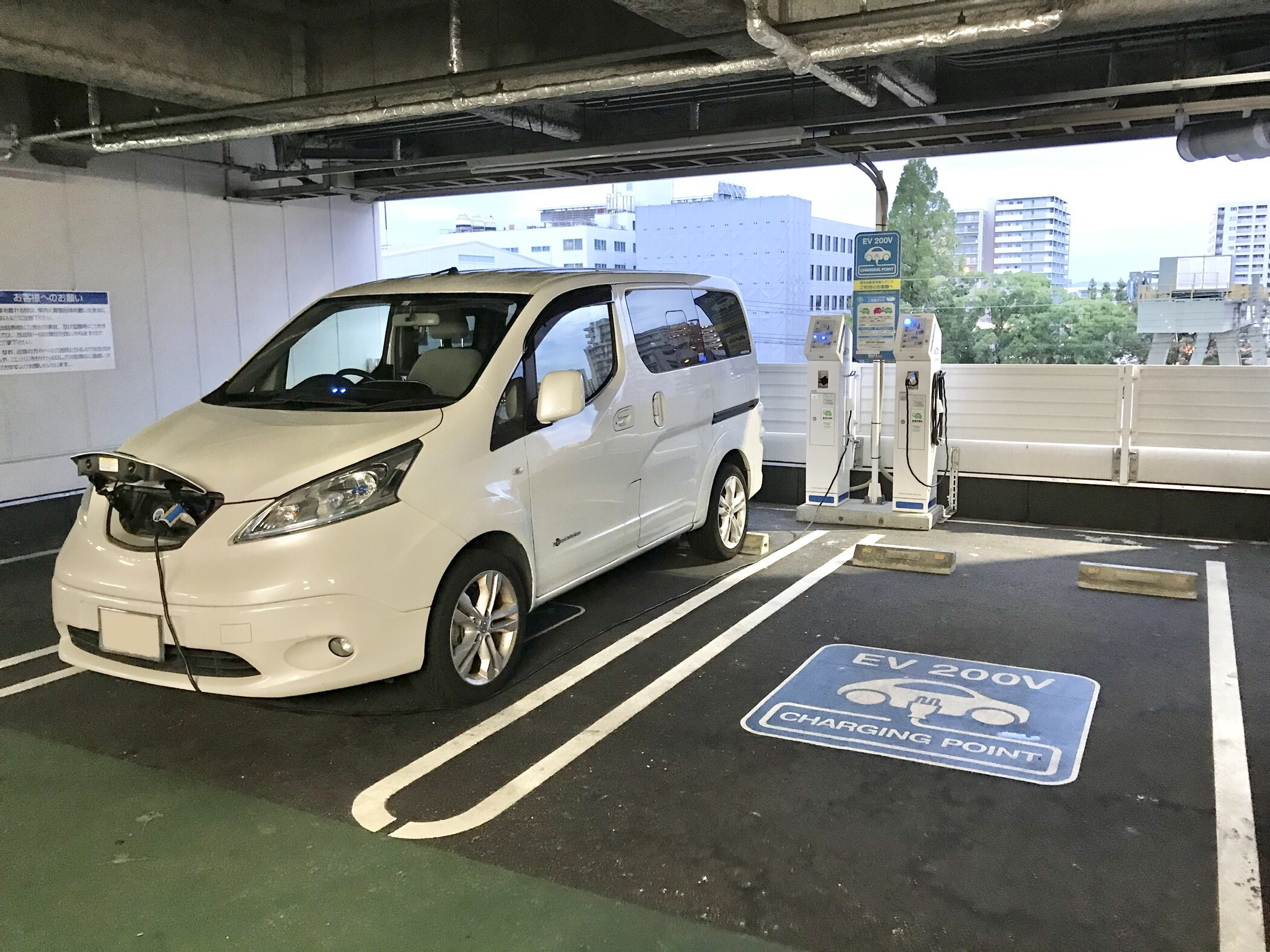
普通充電スタンドの例（200 V）

電気自動車の充電設備は、家庭や事業所用100V/200V電源を利用する緩速充電設備と、市街地の充電スタンドなどに設けられた公共用急速充電設備に大きく分類される。急速充電設備は直流400 V以上100 A以上40 kW以上の電力で供給するため事業用の高圧供給となる。事業者用電力料金は家庭用の6割以下となるが、急速充電設備の一番高価なものは1基300万円程度かかり、大きさも家庭用冷蔵庫ほどになる。
急速充電設備は「充電スタンド、充電ステーション、充電スポット」などと呼ばれ、公共施設の駐車場、高道路のサービスステーション、主要道路に面した場所などで、有料の充電サービスを提供している。燃料と違い可燃性ガスを伴わないため、屋内や地下施設にも完全無人で設置可能である。
普通充電では充電に時間がかかるが、自宅や事業所で普通充電の設備がある場合、電気代が安く済む。しかし、日本の賃貸駐車場には充電設備がまだ広く普及していないため、市中の急速充電設備は欠かせない。また、電気自動車は同型車の内燃機関の車に比べ航続距離が短いため、長距離を走る場合や、家庭や事業所などで充電できない場合は途中で急速充電が必要となる。そのため、観光地、パーク24などの駐車場、ショッピングセンターなど、駐車場に充電設備を設置して電気自動車の利便性を向上させようとする動きもある。
日本の充電スタンドの料金体系は基本料金＋時間単価などスタンドによりさまざまであるが、日本の最大手である「e-Mobility Power」（トヨタ、日産、本田、三菱、東京電力、中部電力などが出資）の場合、非会員の急速充電が1分50円、普通充電で1分8円となっている。急速充電だと一回最大30分で1,500円となる。
現存する給油事業者が一部充電スタンドに転換すると、現行の電気価格相場は非常に低いため小さな利益しか見込めない。また、充電時間はガソリンの給油時間よりも長いため回転率が悪くなり、既存の設備配置のままでは充電スタンドへの転換は難しい。
| e-Mobility Powerの場合                                                  | 急速充電（50 kw） | 普通充電（200 V 3 kw）                             |
| ----------------------------------------------------------------------- | ----------------- | -------------------------------------------------- |
| バッテリー容量40 kWh 80%充電                                            | 約40分            | 約11時間                                           |
| 1分あたりの充電料金                                                     | 50円（税別）      | 8円（税別）                                        |
| 上記条件での充電料金                                                    | 約2,000円（税別） | 約5,280円（税別）                                  |
| 自宅での充電の場合                                                      |                   |                                                    |
| 家庭全体60A契約基本料金 1 kWh あたりの電気料金 40 kWh 80%充電の電気料金 |                   | 月約1,700円（税込） 約30円（税込） 約960円（税込） |
| 100 V 深夜電力 基本料金 1 kWh あたりの電気料金 40 kWh 80%充電           |                   | 月約2,000円（税別） 約10円（税別） 約320円（税別） |
| バッテリーの寿命                                                        |                   | より長い                                           |

（e-Mobility Powerの急速充電は1回最大30分)
- 数分程度で充電が完了する急速充電器も開発されているが、一般に蓄電池の容量上限近くは内部抵抗が高くなり温度上昇と充電効率も悪化して時間も掛かるため、満充電ではなく80%ほどで充電を終える方式が採られる[注 5]。
- 充電スタンドで満充電する場合、急速充電は普通充電に比べ電気代が安い。
- 戸建て住宅の車庫や事業所の駐車場などに普通充電設備を設置し深夜に充電すれば、安価な深夜電力を利用することができ、電力供給者側の発電の平準化にも役立つ。
- 急速充電はバッテリー内部の化学的負担が激しく、バッテリーの適切な温度管理がされていない場合、温度が上昇し寿命が短くなる。

#### 充電規格

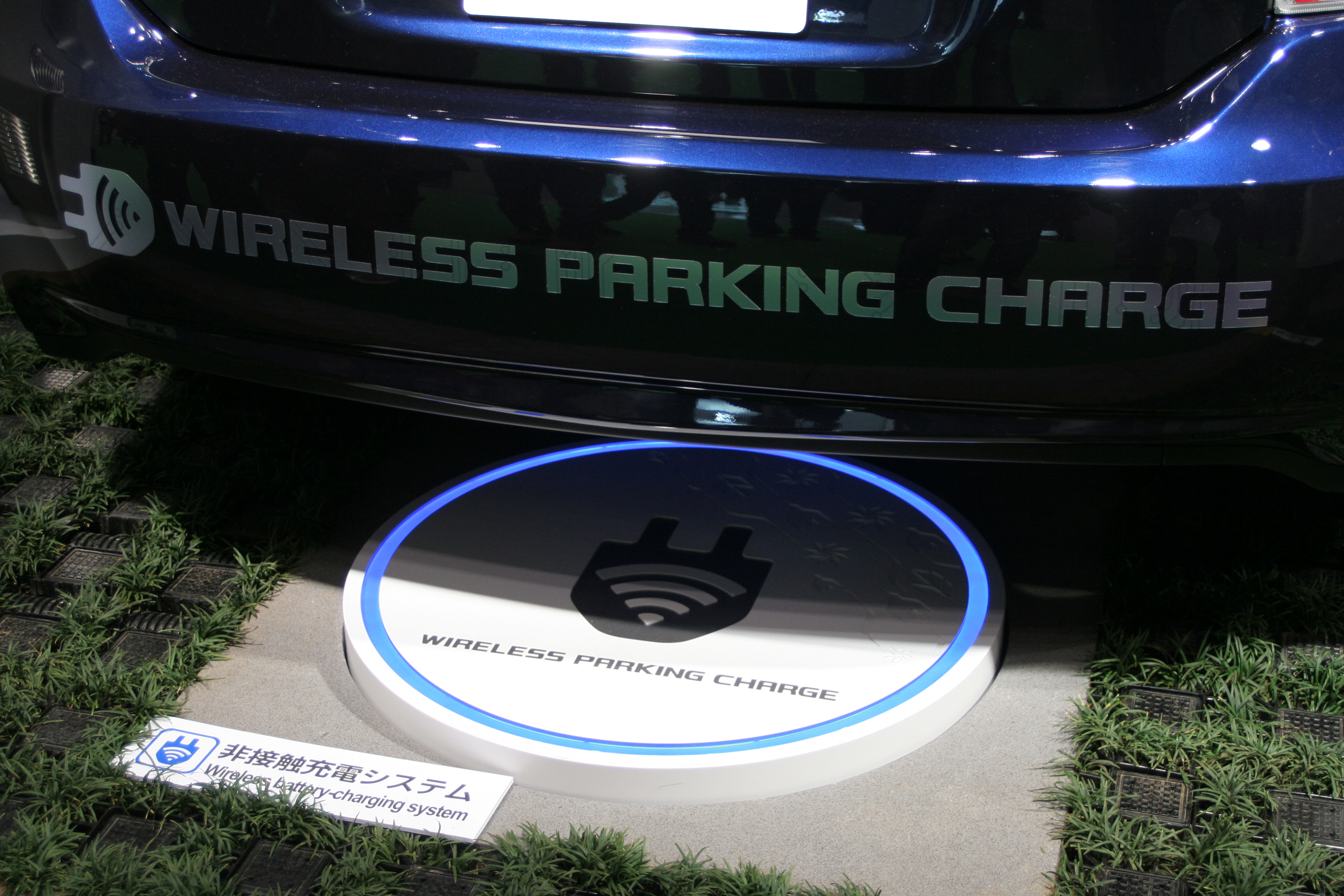
非接触充電システム（東京モーターショー2011）

当初は日本で開発された「CHAdeMO」という規格が世界に普及していたが、最近ではヨーロッパ、アメリカ、中国で大容量のバッテリーおよび電気自動車の普及に対応させるため独自の高規格急速充電設備が普及していることからCHAdeMOは徐々に縮小されている。自動車メーカー独自の充電ネットワークでは、テスラの「スーパーチャージャー」が世界で展開されており、250 kWに対応している。
日本では、ほとんどがCHAdeMOのみで規格上は900 kWまで対応しているが、実際に日本で普及している急速充電器はほとんど20-50 kW台である。また、ケーブルの要らない非接触充電方式も開発されているが、普及していない。

#### 電池交換方式
電池交換所において満充電のバッテリーと短時間で交換することで車両への長い充電時間をなくす方式である。この方式では、電気そのものではなくバッテリー交換サービス自体を販売対象とするため利益が上げやすく、バッテリーのメンテナンスの手間が省けるなどのメリットがある。
米テスラモーターズは90秒でテスラ・モデルSのバッテリーを交換するシステムを開発している。これは、給油に約3分かかるガソリン車、充填に5分かかる水素燃料電池車よりも早い。また、ルノー・日産アライアンスは、充電スタンドの整備運営をする米国ベタープレイス社と組み、電池交換所整備に加えて政府や自治体による助成金や優遇税制の導入をセットにした電気自動車発売を計画している。ベタープレイスでは、電力の補給を、車両に搭載された電池への充電ではなく、カートリッジ式の電池を交換する方法を想定しており、充電時間の問題を解決できるとみている。また、過去に成功を収めた携帯電話のビジネスモデルに倣い、電気自動車の車両本体はユーザーに無料で提供し、電池の利用に応じた料金収入による経営とする方針を打ち出している。
京都市交通局で1970年代に導入された電気バスでは床下のバッテリーを交換する方式を採用、バス営業所にバッテリーの交換・充電・保管設備を設置していた。
中国の上海蔚来汽車ではバッテリー交換式として設計した上で、バッテリーをサブスクリプション方式とすることでバッテリーの代金を車両価格から割引、使用していない時間に充電済みのバッテリーと出張交換する有料オプションなど設定をしている。これにより1箇所の拠点で多数の充電が可能となり、充電スタンドを各所に設置するよりも効率が高いとしている。

## 改造電気自動車
コンバージョンEVの項目も参照

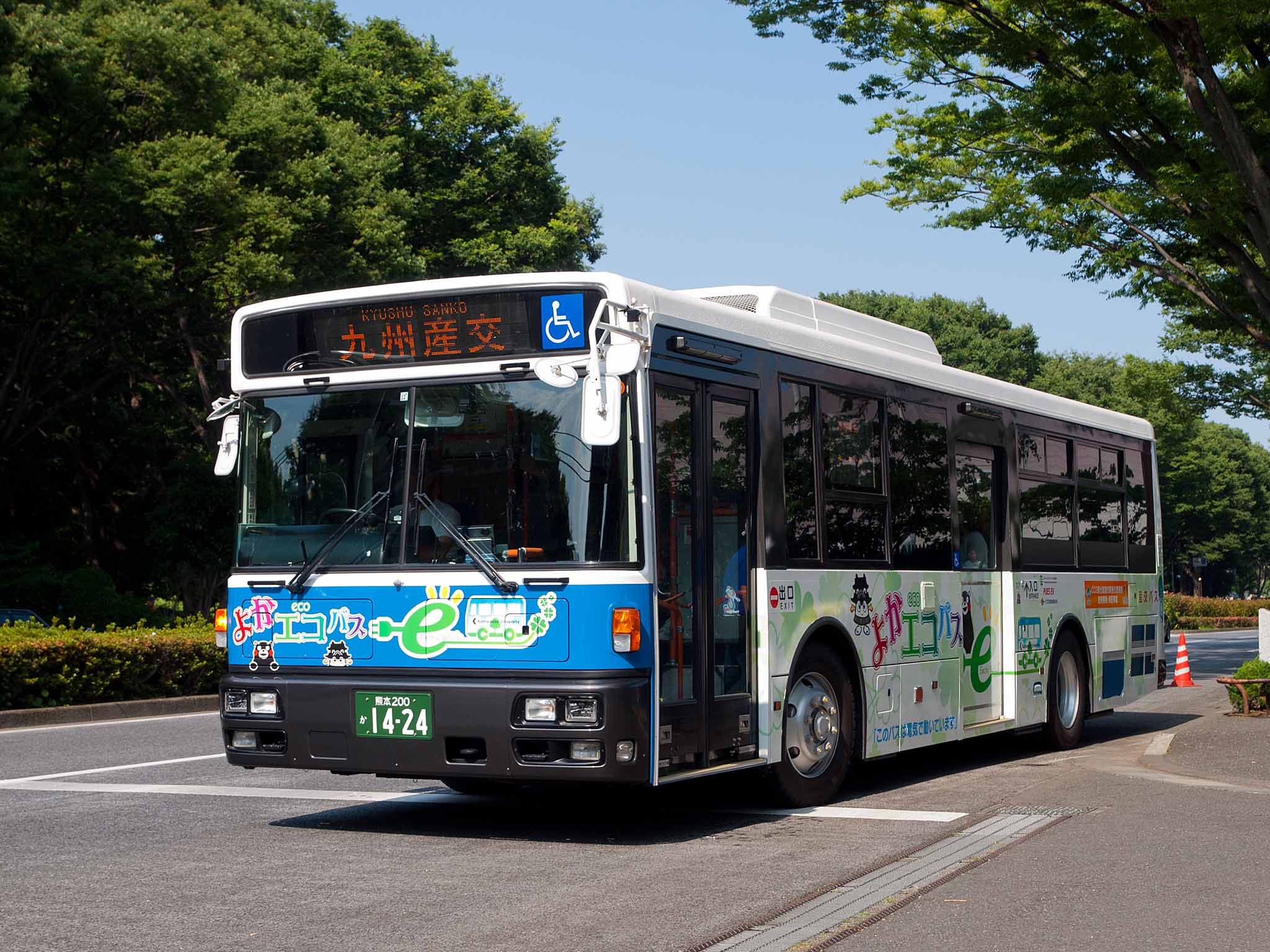
ディーゼルエンジンの路線バスを改造した電気バス（九州産交バス、ベース車：日産ディーゼル・スペースランナーRA）

ガソリンエンジンやディーゼルエンジンの自動車からエンジンやマフラー、燃料タンクなどを取り除き、モーターや電池を取り付けた電気自動車。EVコンバート、EVコンバージョン、コンバージョンEV、コンバートEVとも呼ばれる。広義のエンジンスワップに該当するため、電気自動車として公道を走行する場合は書面審査と構造等変更検査を受けて検査に合格する必要がある。
市販の自動車の電気自動車への改造は希に行われている。改造電気自動車には近距離の荷物配達用バン（デリバリー・バン）や霊柩車などの実例がみられ、珍しいところでは九州電力玄海原子力発電所見学者用のバスや九州産交バスの路線バスを電気自動車に改造。趣味性の高い方向では、日本EVクラブがマツダ・ロードスターのEV改造キットを発表したり、同クラブ広島支部が2007年から2008年にかけて事故車のデロリアン・DMC-12をEV改造し、翌年3月にナンバー取得をしたケースがある。

### 長所
- エンジン自動車に比べ構造が単純なためメンテナンスが容易。
- 個人や小規模な事業所でも改造が可能。
- MT車からクラッチやギアボックスを取り外してAT車にすることもできる。また、MT車のままでなおかつエアコン、パワーステアリング非搭載車の場合は改造も簡単にでき、費用も安価である。

### 短所
- 大型車、AT車、エアコン、パワステ搭載車の場合は構造が複雑であり、改造費用が高価となる。
- 航続距離が基本的にエンジン自動車より短くなる。
- 改造を行える事業所が少ない。

## 商用車での導入事例

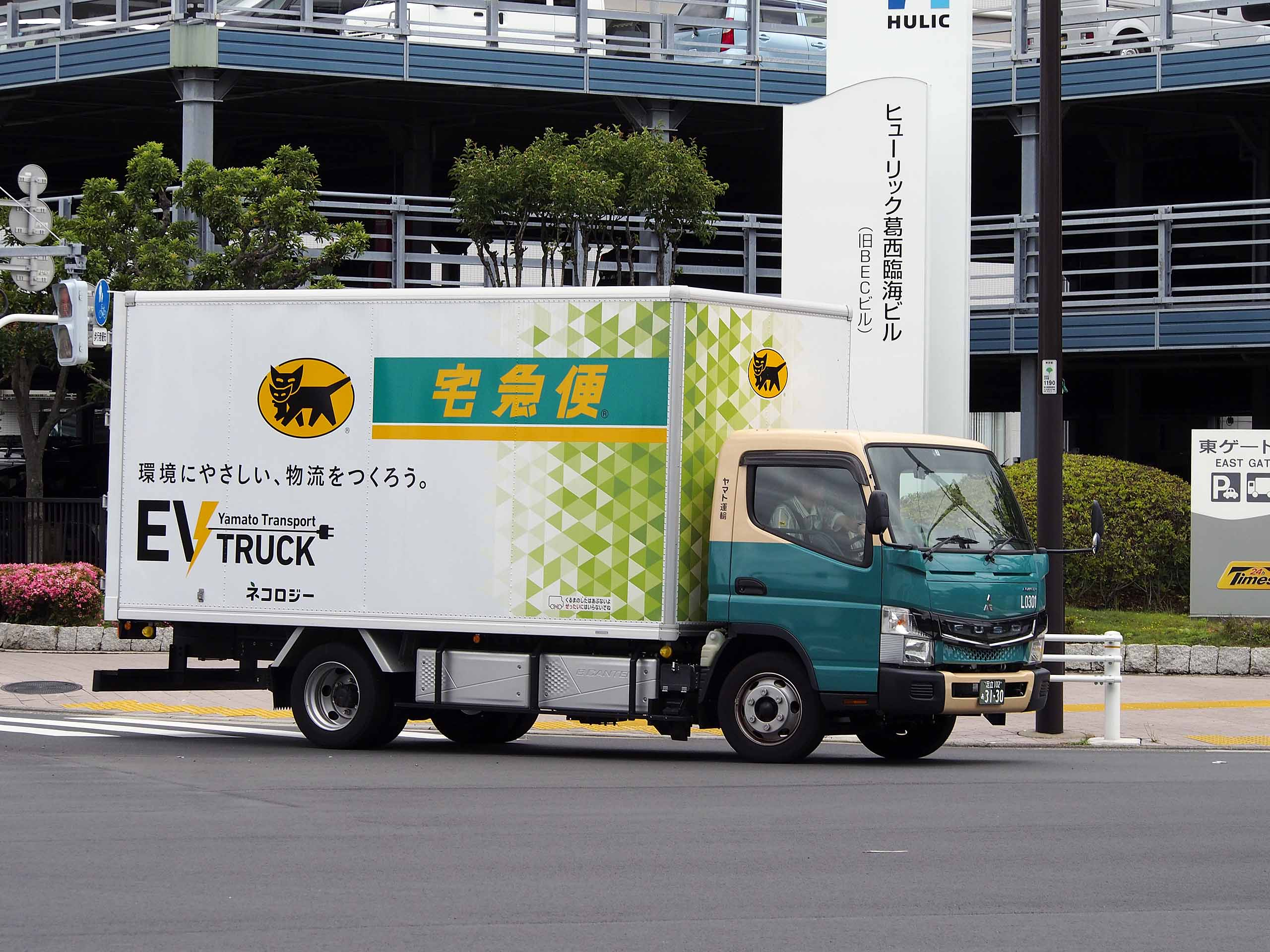
ヤマト運輸(三菱ふそう・eCanter）

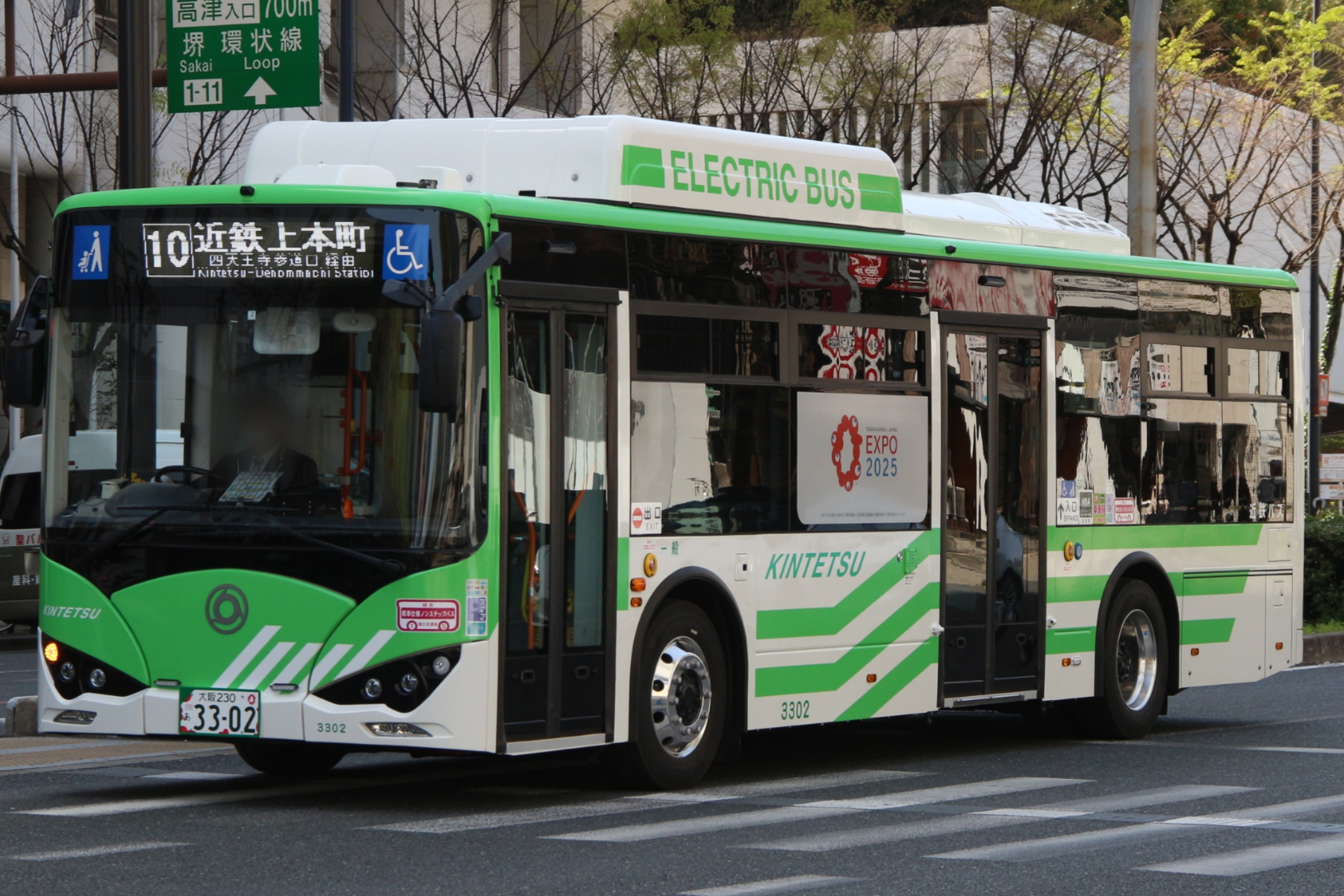
近鉄バス（BYD・K8）

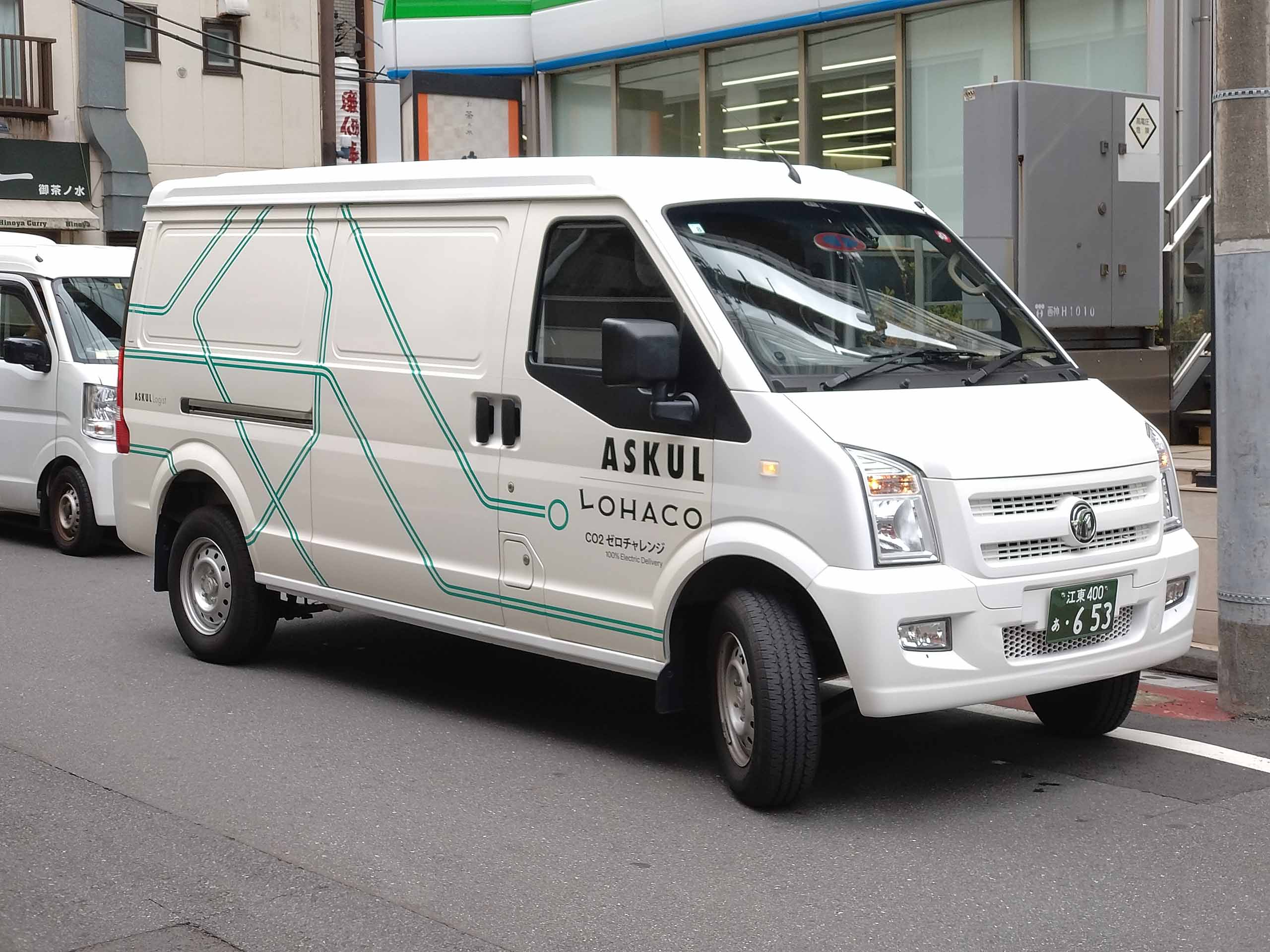
アスクル（フォロフライ・F1V）

日本国内における電気自動車の商用車の導入実例としては、1970年（昭和45年）の大阪万博の会場内輸送を担う車両の生産をダイハツが担当した。ダイハツそれ以来、オート三輪のハローや、軽トラック・バンのハイゼットEVなどの市販電気自動車のほか、自治体や特殊法人向けにラガーを改造したEVを少数納入している。
山梨県北杜市では、7月末から電気自動車のモデルゾーン実験を行った。実験ではトヨタ車体（旧アラコ）「コムス」、ゼロスポーツ「ゼロEVエレクシードRS」、オートイーブイジャパン「ジラソーレ」、昭和飛行機工業「e-VAN」などが採用された。
日本郵政グループの郵便事業会社（現・日本郵便）は、2008年12月初旬から環境対応車両の実証実験を行って、郵便事業会社の保有する集配用の自動車2万1,000台を電気自動車に切り替える方針を発表している。2022年7月には追加で日本郵便の保有する二輪車、軽四輪車合計約 11万3000台の事業用車両の電動化や、エネルギーマネジメントの仕組みを構築すると発表した。
佐川急便では2021年4月に中華人民共和国・広西汽車集団製の小型商用バンを2030年までに7,200台導入することを発表した。
三菱自動車は商用車で1971年にミニカEVを限定販売、1991年にランサーバンEV、1993年にリベロEVを限定販売したのち、ミニキャブバンをベースにしたミニキャブMiEVを開発、2010年秋にプロトタイプ車をヤマト運輸に貸与して実証運行を行い、2011年から2017年まで販売され、2013年からはトラックも追加された。
東京消防庁では2020年3月から日産・e-nv400ベースのEV救急車が導入された。 電動ストレッチャーなどの大型電動装備を導入することで作業の効率化と、より広いスペースを持つ救急車として運用が期待されている。
ホンダは軽商用バンのN-VAN e:を2024年に市販予定で、こちらも2023年にプロトタイプ車をヤマト運輸に貸し出して実証運行を行った。このほか、栃木県のサーキット、モビリティリゾートもてぎ内で提供している会場内専用のレンタル車輌などがある。
自動車共用実験では超小型モビリティとしてシティコミュータータイプの電気自動車を使用するケースがあり、トヨタ・e-comや日産・ハイパーミニなどがある。
トラックでは積載量1-3トンクラスの小型トラックでの採用が比較的早く、2010年に三菱ふそう・キャンターをベースにしたキャンターE-CELLをIAAに出展、NEXCO中日本他でのモニター使用を経て2017年にeCanterとして量産を開始した。日野自動車は2013年にデュトロをベースに荷台部分を低床化して前輪駆動とした集配車を開発、ヤマト運輸と西濃運輸が東京都内で実証運行を行った。2022年にはこれらの実績を元に改良された「デュトロZ EV」が発売されている。またヤマト運輸では集配車として三菱・ミニキャブMiEVや三菱ふそう・eキャンターに続いて、2019年からドイツのストリートスクーター製電動トラックを導入した(初回導入分の500台のみ)。いすゞ自動車は2023年にエルフのモデルチェンジを機にエルフEVを設定、2024年に4ナンバー枠のエルフミオEVを追加している。
大型トラックでは最大積載量36トンを有するテスラのセミが2022年12月より米国で納車が開始されている。またダイムラートラックは大型EVトラックのeM2を2023年10月より量産開始し、最大積載量22トンを有する メルセデス・ベンツの大型EVトラックであるeアクトロス600も2024年11月から量産を開始している。
バスでは一定の範囲内を走行すること、運行スケジュールが決められていて充電のタイミングを取りやすいことから路線バスへの導入例が見られる。
他に特殊用途自動車としては、ターレットトラック・フォークリフト・ゴルフカートでは電動式のものが少なくない割合を占めている。動力つき車椅子や老齢者用カートは大半が電動式である。豊洲市場（東京都中央卸売市場）など建屋内部で商品の運搬を行うターレットトラックでは、電気自動車を採用することで商品や市場内を汚さないよう配慮している。

日本国外ではスイスの観光地ツェルマットなど、内燃機関自動車の乗り入れを禁止し村内の自動車は原則としてすべて電気自動車とされている場所などもある。完全に定着した特殊用途自動車としてイギリスの牛乳配達用車両 (milk float) があげられる。これは「早朝にエンジン車はうるさい」との苦情から発生したもの。

## モータースポーツ

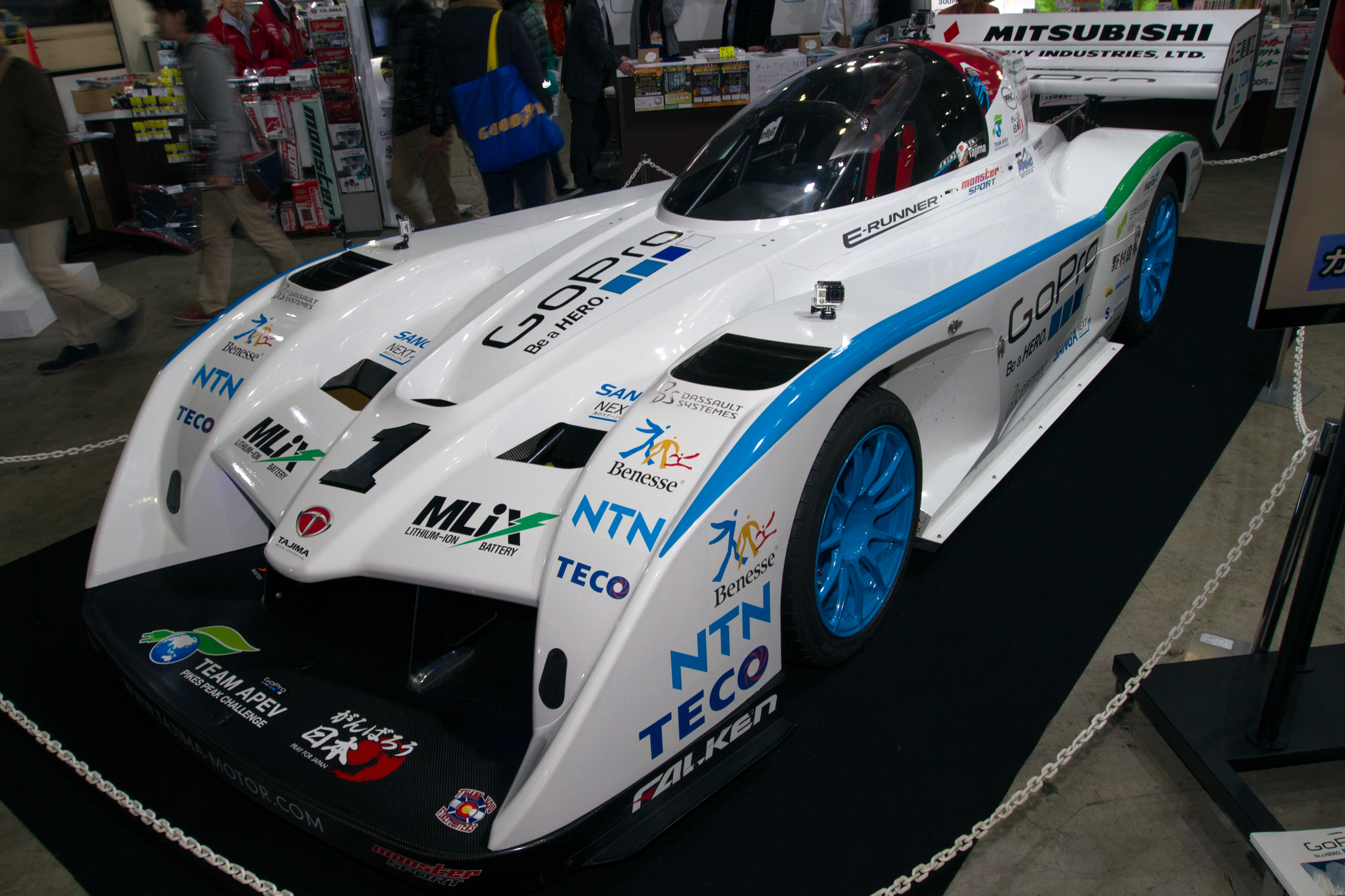
田嶋伸博のE-ランナー（2013年パイクスピークEVクラス優勝）

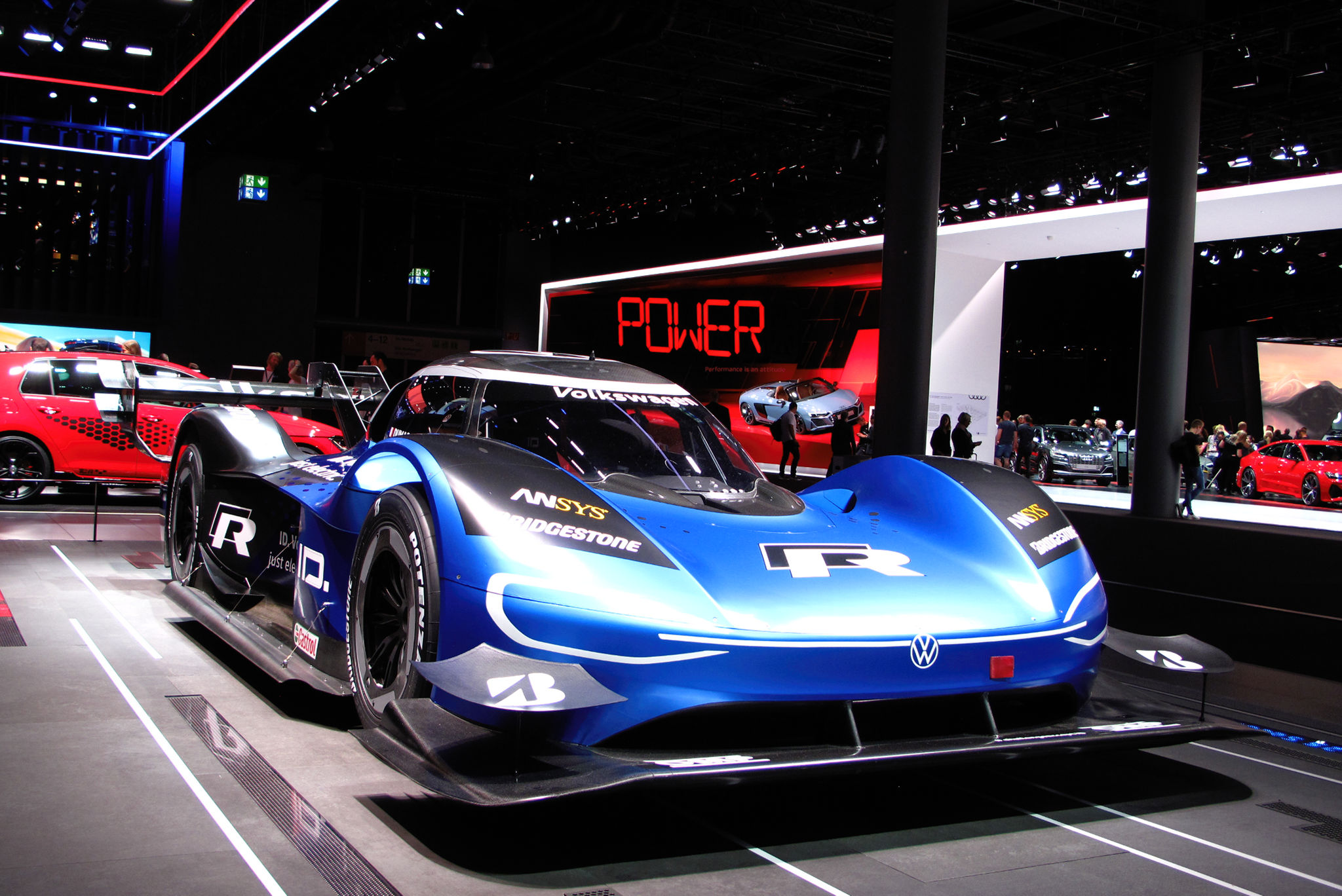
フォルクスワーゲン・ID.R（2017年パイクスピーク総合優勝）

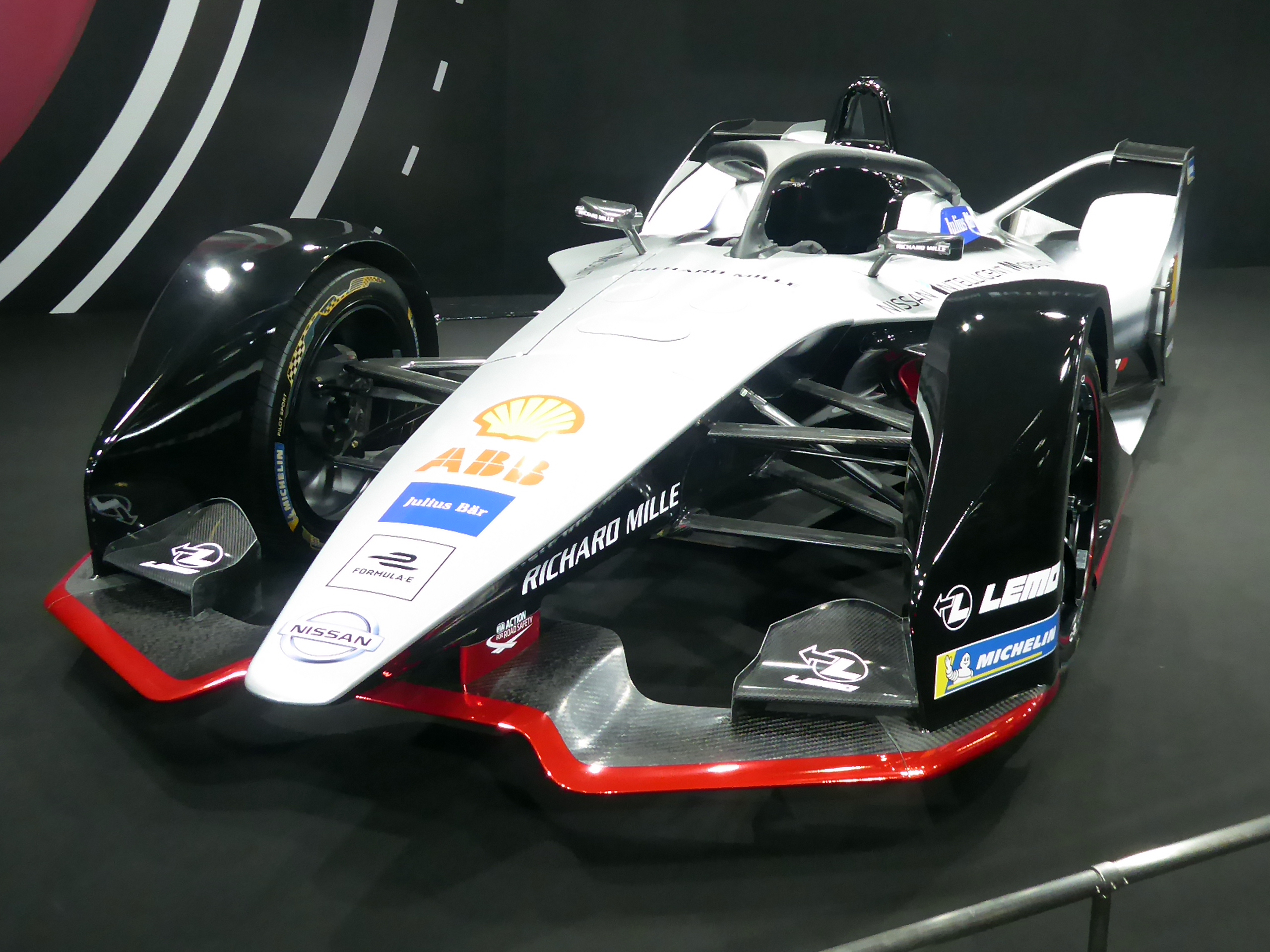
日産のフォーミュラE参戦車両（2019年）

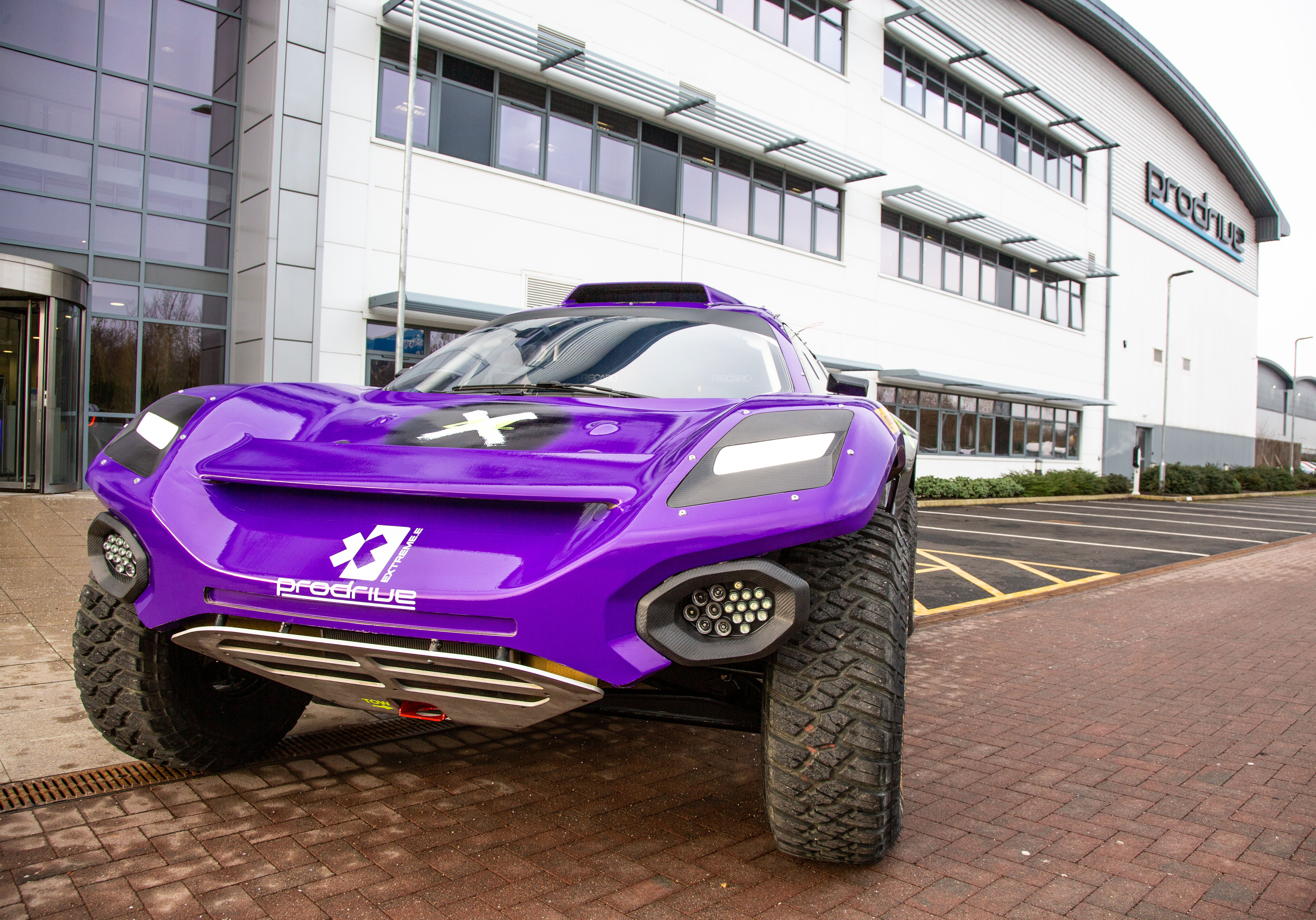
ルイス・ハミルトン所有する「X44」のエクストリームEマシン

モータースポーツの世界では2010年代に入り電気自動車を用いたレースが徐々に拡大しつつある。
最も古いレースへの参戦記録は、1899年にアメリカでライカー・エレクトリック・ビークル・カンパニーを設立したアンドリュー・ライカーによるものである。彼は1986年にロードアイランド州のナラガンセットで開催されたレースにEVで出場した上、優勝を果たしている。
同じくアメリカの標高3,000 mを超える高地で行われるパイクスピーク・インターナショナル・ヒルクライムでは古くからエントリー例が多い。最も古い参戦記録としては、1981年に特認のような形でエントリーしたシアーズ社の電気自動車がある。これは当時は全域がグラベル（未舗装路）だったこともあり、32分というタイムだった。1990年代にはオープンホイール、市販車、ピックアップトラックなどさまざまな外観の電気自動車が参戦。1994年には初めて電気自動車用のクラスが新設され4台の電気自動車がエントリーする中、ホンダが持ち込んだシビックが15分台にまで縮めた。1999年には日本人の杉田皓生が97年式のホンダ・EV Plusをドライブして15分台を記録。2002年を最後に電気自動車クラスはいったん姿を消した。
2009年には電気自動車クラスが復活し、塙郁夫が独自のEVバギーで13分台の新記録を出した。このあたりから、田嶋伸博やミレン一家などの総合優勝常連が独自マシンで参入し始める。標高による出力低下の影響を受けない・トルクが大きい・航続距離の不利が出ないという電気自動車はこの競技で有力視されるようになり、2012年にはTMG（現在のTOYOTA GAZOO Racing Europe）が開発したEVを奴田原文雄が10分台に、2013年には田嶋が自社開発のEVで9分台、2014年にリース・ミレンが8分台に入れるなどタイムは驚異的に伸びていった。2015年には並み居るガソリン車勢を破ってミレンのドライブするeO PP03が電気自動車として初の総合優勝を遂げ、2018年にはロマン・デュマのドライブするフォルクスワーゲン・ID.Rがガソリン車含めて史上初めて7分台のコースレコードを樹立した。
グッドウッド・フェスティバル・オブ・スピードでも、F1マシンが所持していた最速記録をEVが立て続けに更新している。
日本では2010年より、日本電気自動車レース協会（JEVRA）の主催で「全日本電気自動車グランプリ」（通称 : EV-GP）シリーズが開催されている。
2014年には国際自動車連盟 (FIA) がフォーミュラカーによるレースシリーズとしてフォーミュラEを発足させた。当初は速度が低く軽んじる者もいたが、フォルクスワーゲングループのディーゼルエンジンにおける排ガス不正発覚後は一転、ディーゼル推進派であったイメージを払拭したいドイツ車メーカー各社を中心にEVシフトが叫ばれ、ハイブリッドカーのF1やLMP1（ル・マン24時間）に代わり、メーカーが大挙する一大カテゴリとなった。
2017年南米開催であった頃のダカール・ラリーに、スペインのアクシオナ社が開発した、四輪駆動の純電気自動車が参戦。出力250 kW/トルク800 Nmのモーターと6速トランスミッションを装備。3相交流（220-415 V、16-32 A）により60分で充電が完了するリチウム電池モジュールを6連装している他、ルーフトップには太陽光パネルも備えた。約9,000 kmを走りきり、18,000台を数える歴代ダカール参加車のうち最初のEV完走車となった。
2021年は電動バギーによるオフロードレースのエクストリームEと、EVツーリングカーによるETCRワールドカップ（後者は2022年までで終了）が発足。2022年には従来までガソリン車のみであった世界ラリークロス選手権、2023年にはスカンディナヴィア・ツーリングカー選手権（STCC）がそれぞれEVのみによるシリーズとして全く新しく生まれ変わるなど、業界全体でのEV導入が進んでいる。
しかし従来のガソリン車の音と臭いを愛するレースファンたちからはEVレーシングカーは否定の声が大きく、興行的な面でまだ課題がある。また上記のETCRワールドカップは参戦台数が1桁台でわずか2年で終了に追い込まれたり、フォーミュラEもドイツメーカーを中心に大手メーカーが一斉撤退したりしている。パイクスピークでも電気自動車の開発競争は下火となっており、2018年をもって電気自動車クラスが他クラスに統合され、以降電気自動車による総合優勝者は現れていない（テスラの市販車によるエキシビションクラス参戦はよく見られる）。このように時代の趨勢に反してメーカー・コンストラクターからもEVが必ずしも好まれていない現状がある。

### 電気自動車のみが参加できる規定やレース
- フォーミュラE世界選手権
- エクストリームE
- 世界ラリークロス選手権（2022年以降）
- ジャガー・Iペース・eトロフィー
- ナイトロRX
- スカンディナヴィア・ツーリングカー選手権（2023年〜）

### 電気自動車も参加できる規定やレース
- パイクスピーク・ヒルクライム
- グッドウッド・フェスティバル・オブ・スピード
- アンドロス・トロフィー（フランスの氷上レース）
- 世界ラリーレイド選手権/ダカール・ラリー

## その他の電気自動車

### 燃料電池自動車 (FCV)
燃料電池自動車とは、搭載した燃料電池で発電した電力で走る自動車。燃料電池に水素やメタノールなどを使用する。FCV（Fuel Cell Vehicle）という略称が用いられる。電気自動車と比べ普及台数が非常に少なく、世界ではマイナス成長にすら転じているが、同じくゼロエミッション車に位置付けられているため、ここで普及率が低い理由や問題点を解説しておく。

#### 水素燃料電池自動車

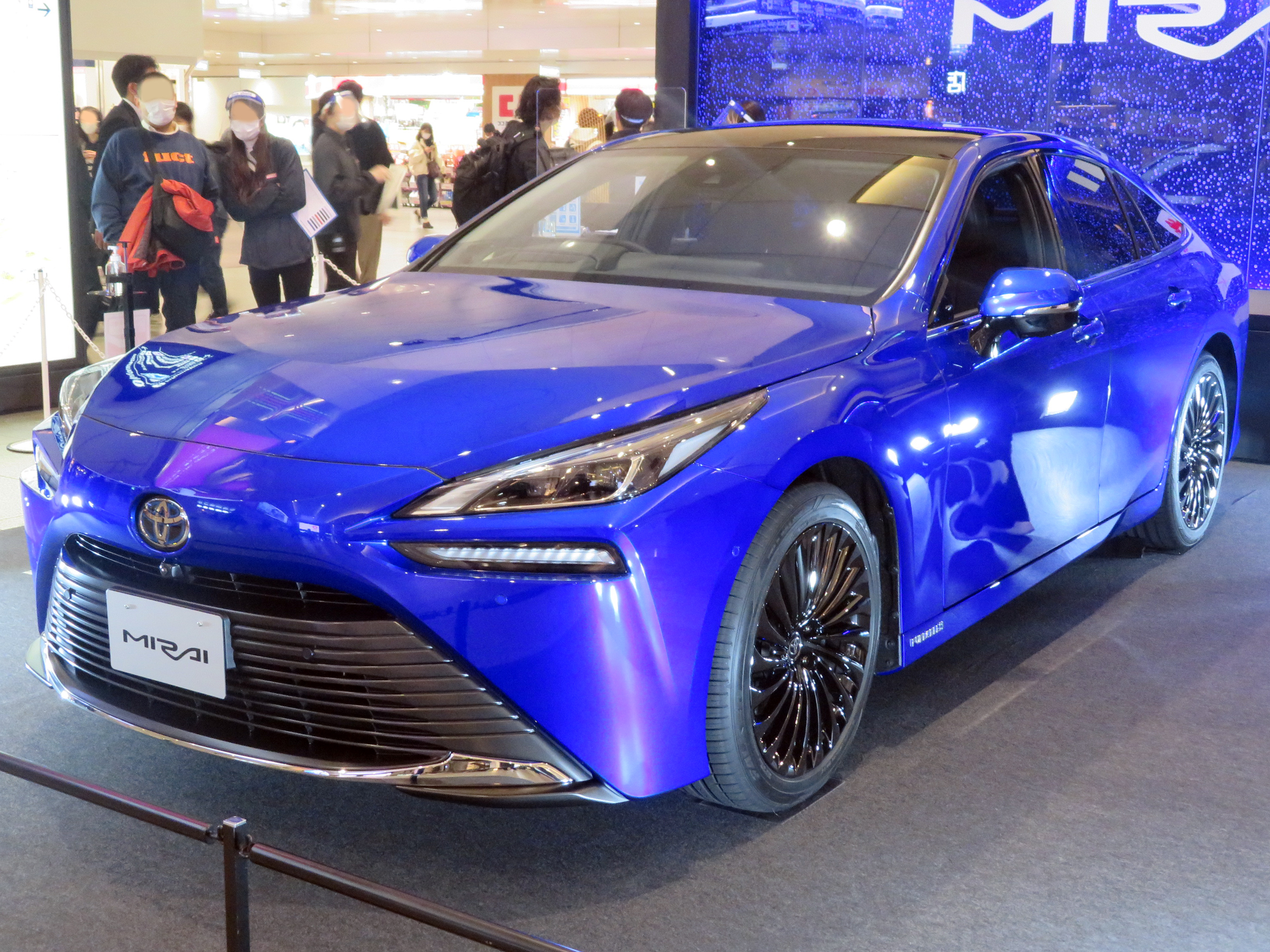
2代目トヨタ・MIRAI (JPD20)
：2020年12月9日発売開始

車に高圧充填した水素と空気中の酸素を化学反応させて発電し、その電力で電動機を動かして走行する自動車。水素と酸素の化学反応後に排出されるのは少量の水だけである。水素の充填時間は事前に予約して水素圧縮作業を済ませた状態からなら約3分で済むのがメリットとなる。航続走行距離はトヨタの新型MIRAIで国際基準WLTP約650 kmとなっているが、より車体価格が安価なテスラ・モデル3ロングレンジの航続距離は、WLTP基準で689 kmとなっている。そのため、FCVは航続距離すらEVに負けている状況である。
00年代から欧米日のメーカーで小規模ながらリース販売や限定された区域での公的機関・民間企業での使用がされていた。2010年代はアジアのメーカー（トヨタ・ホンダ・ヒョンデ）を中心に水素燃料電池自動車の乗用車が一般販売された（ホンダは2021年8月にFCVの製造を中止）。車種としてはトヨタ・MIRAI、トヨタ・クラウン（通算16代目セダンモデルのFCV仕様車のみ）、ホンダ・クラリティ フューエル セル（2023年現在終売済み）、ヒョンデ・ネッソがある。
その特性上、BEVよりも大型の商用車に向いているという発言が有るが、未だにFCV大型商用車は存在しない。一方EVの大型トラックとしては最大積載量36トンを有するテスラのセミが2022年12月より米国で納車が開始されている。乗用車以外ではミライのFCスタックを流用したトヨタ・FCバスがある。しかし燃費が非常に悪いFCVの商用化には高いハードルが存在することも事実である。
2023年上半期では世界のFCV販売台数はマイナス成長にとどまり、まともな経済基盤が無いことも露呈している。これは初年度ではディーラー向けリース車が販売台数を稼いでいたことなども原因である。

#### 水素燃料電池自動車の課題
水素燃料の最大の問題はその存在意義が喪失しており、目的が曖昧化していることである。 
水素ステーションは1基あたり年間維持費が約4000万円かかる。このほとんどを国からの補助金と地方自治体からの補助金、トヨタ・ホンダ・日産がHySUTに拠出した資金から賄われている。2019年3月の月間水素充填量はおよそ17,500 kgで、1ステーション1日あたりの充填量は9.71 kgである。また、再生可能エネルギー由来の水素の製造は少なく、これが常態化している。
他にも致命的な欠点は多くあり、特殊技術やレアメタルが必要で車両価格が高額であること、水素ステーションの営業時間の短さ・数の少なさ、水素の製造・輸送に多額のコストがかかることなどが普及を妨げている。水素脆化への対策も高額な維持費の原因となっている。また水素の輸送問題は深刻で未だ経済的輸送の技術的な目処は見つかっていない。また、現在はほとんどの水素ステーションで化石燃料であるLPガスを原料に水素を製造しており、二酸化炭素削減にも効果的でない。もっとも自然界には水素供給源は存在しない。またFCVには純度99.97%以上の水素を必要とするため、副生水素はおろかアンモニアや炭化水素の車載化も分解時に不純物が発生するため不可能である。充填にも大量の電力を消費しており、MIRAIへの1回の充填作業だけで約30 kWhの消費電力を必要とする。これはテスラ・モデル3が200 km走行する時に消費する電力に相当する。プレクールという水素を80 Mpaまで圧縮と同時に-40℃まで冷却する必要があるためである。[ JHFC千住水素ステーション70 Mpa充填実証試験平成15年度より]。プレクールには約30分の所要時間を必要とするため、事前連絡や予約なしでは水素充填に30分以上の時間を要する。水素ステーションは安全性を確保する上で立地やタンクの設置方法、安全装置など多数の制約があり、建設費用は現状でガソリンスタンドの約4倍のコストがかかる（ガソリンスタンドの建設費用は約1億円、水素ステーションは約4億円である）。高額な水素ステーションだがその供給能力も低く1時間に2台 - 3台を充填するのが限界という現状がある。2020年からは1時間あたり5 - 6台の充填能力を有する水素ステーションも建設されたが、建設費が5億円を超えている。トレーラーでの移動式水素ステーションも存在するが、その輸送能力は水素20 kg未満の物がほぼ全てで、抜本的な打開策にはなっていない。またFCV自体の熱効率も30%前後である。 (最新の新型MIRAIでの試算では、最大給電量が75 kWh、搭載水素重量5.6 kg、水素1 kgの酸化エネルギー量39.44 kWhから導き出される発電効率は33%であり、ここからインバータとモーターにより効率はさらに落ちる。)。
経済産業省は、化石燃料をベースとしてつくられた水素を「グレー水素」と呼んでいる。水素の製造工程で排出されるCO2について貯留したり利用したりすることで排出量を削減した水素を「ブルー水素」と呼んでいる。再生可能エネルギーなどを使ってCO2を排出せずにつくられた水素を「グリーン水素」と呼んでいる。
環境省は地域再エネ水素ステーション導入事業として、平成27年度から平成30年度に国庫から19億3266万円を補助金を水素ステーションの事業者に交付した。この事業は対象の水素ステーションで水素を製造するための電力を再生エネルギーのみから賄うことが交付の要件だったが、再生エネルギーのみから賄うことができていなかったことがわかり、また水素の製造に必要な電力量の予想が難しいことなどから、地域再エネ水素ステーション導入事業は廃止された。
経済産業省は燃料電池自動車の普及促進に向けた水素ステーション整備事業費補助金として、令和2年度には71億円を交付している。
太陽光発電などの再生可能エネルギーの電源が増えると、太陽光発電の発電が最大になる時間帯には供給可能な電力が需要を上回り、出力制御が実施され、電力が無駄になる。この時間帯に余った電力を利用するために、蓄電池や水素の製造・利用などの電力貯蔵技術が研究されている。また、類似の目的で揚水発電(重力電池)が利用されている。そして、余った電力を利用して製造した水素を利用する手段のひとつが水素燃料電池自動車で、商用車を中心に開発されている。

### 太陽電池自動車

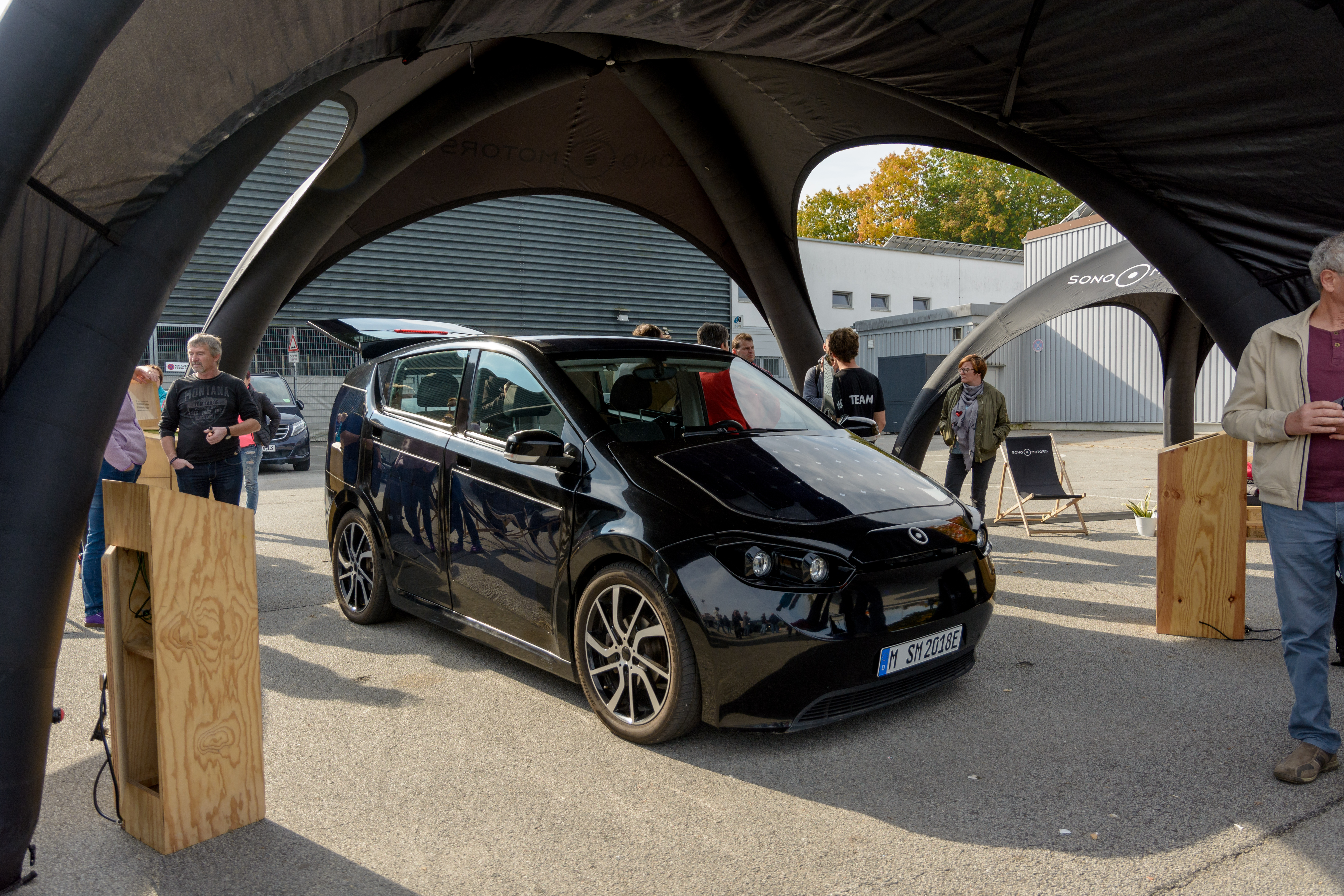
ソノモータース・サイオン

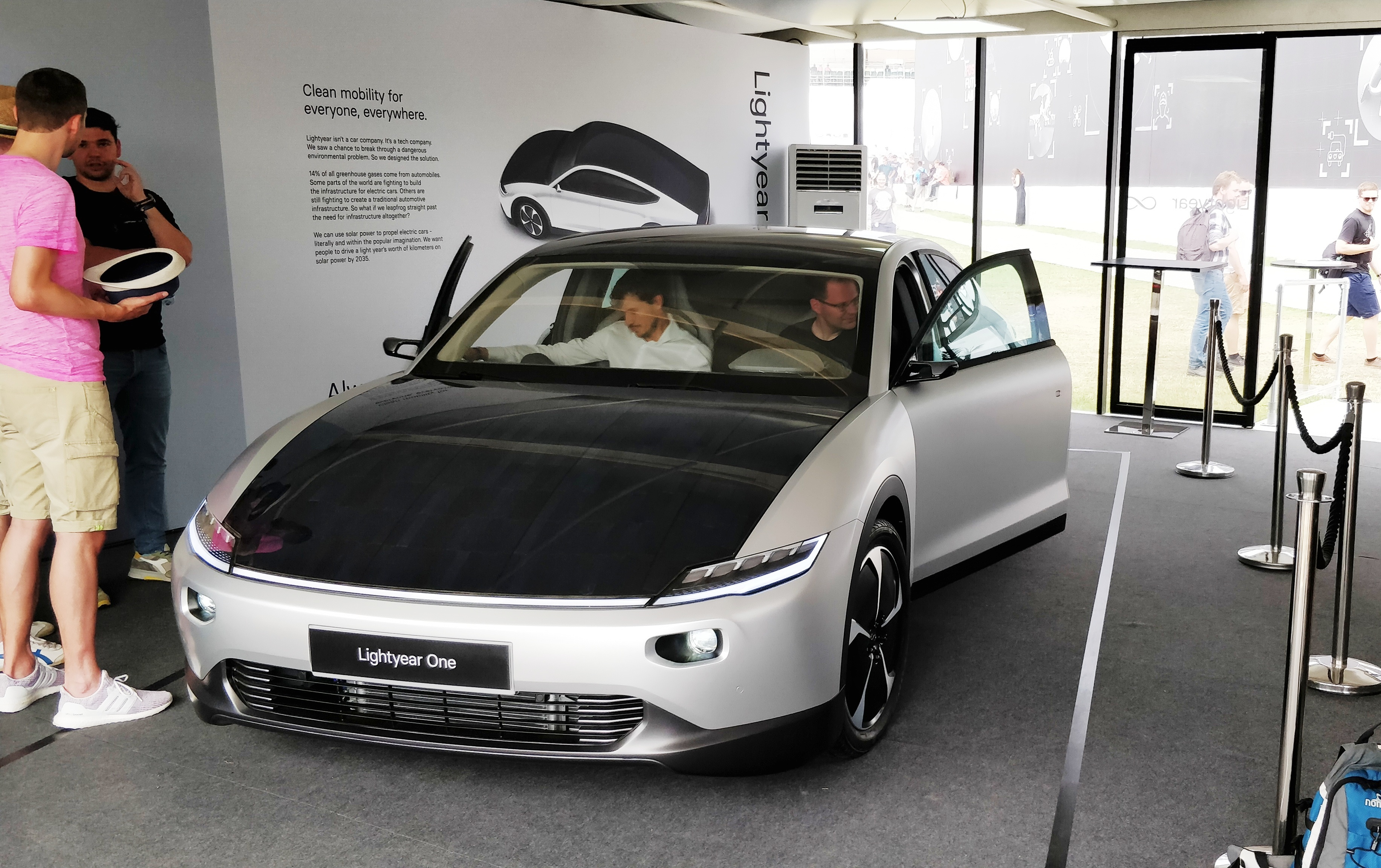
ライトイヤー社が開発中の太陽電池自動車「ライトイヤー・O」プロトタイプ

車体に太陽電池を組み込み、その電力を二次電池に蓄えて電動機で走行する自動車。近年、太陽電池のエネルギー変換効率が改善されてきたため、太陽電池の電気エネルギーだけで走行できる車が開発されている。ただし、日中の太陽光から車体に組み込まれた太陽電池で発電するため、夜間や天気の悪い日、屋内車庫などでは充電できない。基本的に太陽電池からだけの充電を想定しているが、充電不足に対応するため外部からの充電口も備えている。
太陽電池自動車は駐車中だけでなく走行中にも蓄電できるため、太陽光からだけの充電で走行可能となった場合、電気代はもちろん二次電池式電気自動車の最大の欠点である長い充電時間が解消される。また、太陽光のみの充電であれば発電時に二酸化炭素を出すこともない。
現在の太陽電池自動車は太陽光のみでの充電では満充電に時間がかかるが、近郊の通勤や買い物のみであればプラグでの充電をしなくても走行することが可能となっている。
現在はドイツ新興電気自動車メーカー、ソノモータース（Sono Motors）のサイオン（Sion）やトヨタ・プリウスで太陽電池のみで走行できる車両が開発されている。1日の太陽電池のみでの充電でサイオンは34 km（ミュンヘンでの日照時間）、プリウスは56.3 km（日本での日照時間）走行することができ、近郊の通勤や買い物を可能にしている。サイオンは予約を受け付けており価格は22,500ユーロ、EU限定で2023年に販売予定。日本では新エネルギー・産業技術総合開発機構（NEDO）とシャープ、トヨタ、日産が協力して開発を進め、太陽電池セルの変換効率は世界最高水準の34%以上、航続距離56.3 km相当の電力量を実現したが、量産の計画はない。
オランダのライトイヤー（Lightyear）社も「O」という同様の太陽電池自動車のプロトタイプを開発しているがまだ公道の走行は実現していない。
オプションで屋根に太陽電池を組み込んだプラグインハイブリッドカー（プリウスPHV）がすでに発売されているが、太陽電池だけでは1日の充電で6.1 kmしか走れず、補助的なものとなっている。

### オンライン電気自動車

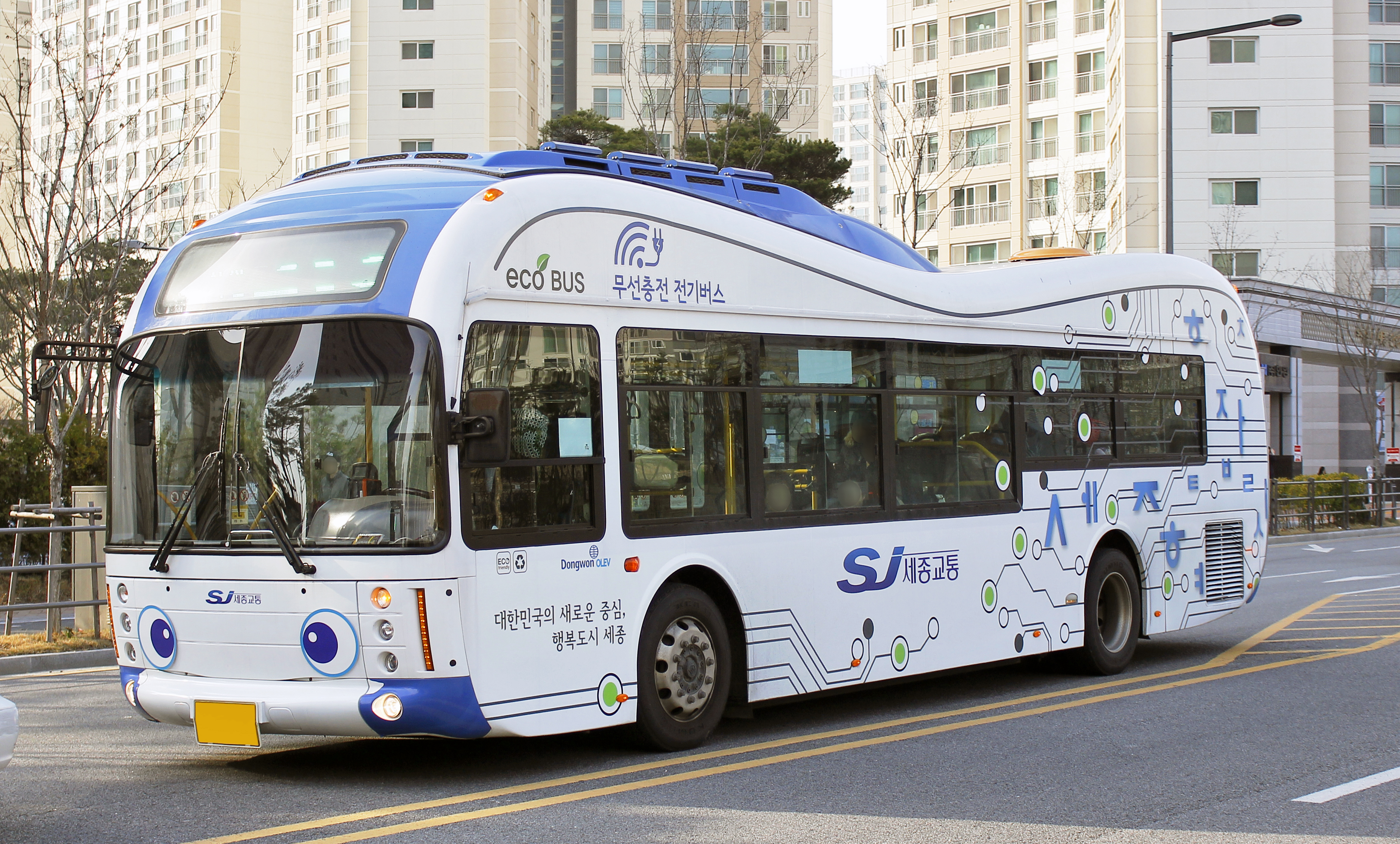
韓国で実用化されているオンライン電気バス

電磁誘導や共振現象を利用して非接触で給電する自動車。駐車場や道路下に埋設した地下架線やコイルまたは路上に設置した架線から、車両の駐車中・停車中・走行中に車両の受電装置に対して非接触で電力を供給する方式である。走行中や停車中に充電できるため車載電池容量が少なくてすみ車両コストの低下と軽量化が実現できる。道路に給電設備が普及すれば長距離の走行が可能となる。決められた道路を走る路線バスには有効で、走行頻度の高い都市での採用が期待されている。
大韓民国では、すでに地下給電線を用いたシステムを試験しており、ソウル大公園内の2.2 kmの循環バス路線内の3か所に合計400 mに渡り給電線が埋設されている。試験結果に問題がなければ路線バスへの導入が計画されている。日本では今のところ道路側の給電装置の配置間隔や給電技術はまだ研究段階。
軌道走行中に充電し、軌道外を電池式EVとして走行する自動車は「2モード電気自動車」と呼ばれており、ドイツでは高速道路にリニアモーターを組み込み、自動車走行中に非接触給電により二次電池へ充電する構想がある。高速道を降りた市中では通常のEVとして走行する。完全に給電場所と走行モードを分ける考え方である。

### トロリーバス

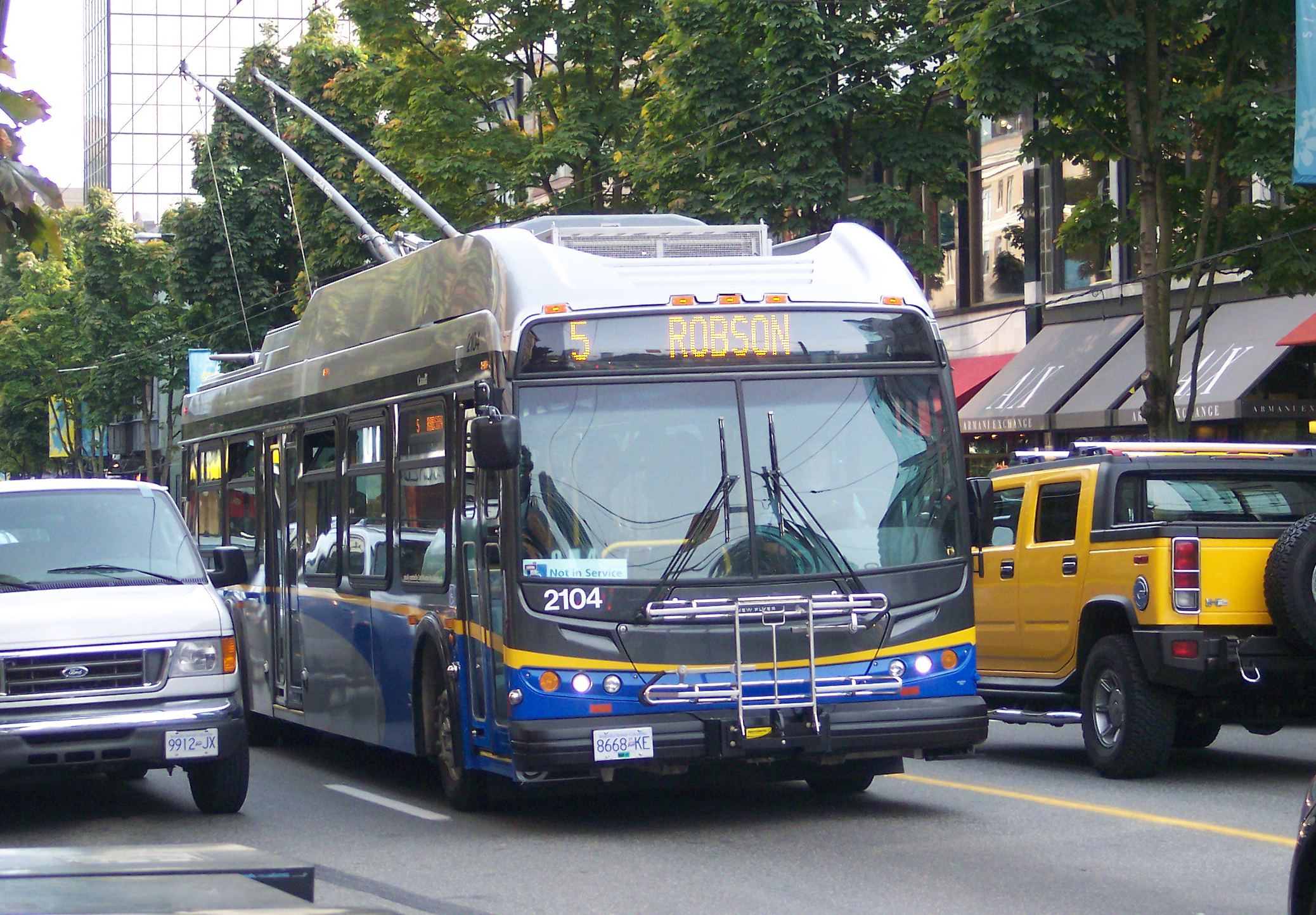
カナダ、バンクーバーのトロリーバス。写真は、試験走行中のもの。

道路上空に張られた架線（架空電車線）から取った電気を動力として走るバス。トロリーバスは都市部の交通機関として古くから広く利用されているが、架線のある所以外では走れないことなどから限定的にしか広まってこなかった。
しかし、電動機とエンジンを併用するハイブリッドバスや二次電池併用トロリーバスにすることで、架線があるところでは架線より給電走行し、架線のない所ではエンジンや二次電池を使用して長距離を走れるバスが開発されるようになった。架線建設費用を含んでも二次電池のみで走行するバスより安価なため、一部でこのトロリーバスが見直され新規路線が開業しており、プラハでは2022年に50年ぶりに復活している。

#### 長所（二次電池式電気自動車との比較）
- 電池が少容量（小型）で済み、重量・コスト面で有利
- 車両コストはハイブリッド式と大きく変わらず、数百万から数千万円ですむ
- 架線集電では航続距離の制限が無い
- 電池式電気自動車に比して蓄電池が小さいため車両が軽くエネルギー消費が低減できる
- 走行エネルギーコストが非課税ベースで電力は石油の10-15%である

#### 短所（二次電池式電気自動車との比較）
- 基本的に架線のある道路を走行しなければならない
- 停電に弱い
- 架線の問題
  - 道路上の架線を社会が受容する必要があり、美観への影響と安全性が問われる
  - 架線敷設のため、低く見積もってもkmあたり2-3億円のイニシャルコストが必要
  - 架線保守要員が必要
  - 溶断、破断による新たな危険

### 間欠給電式電気自動車

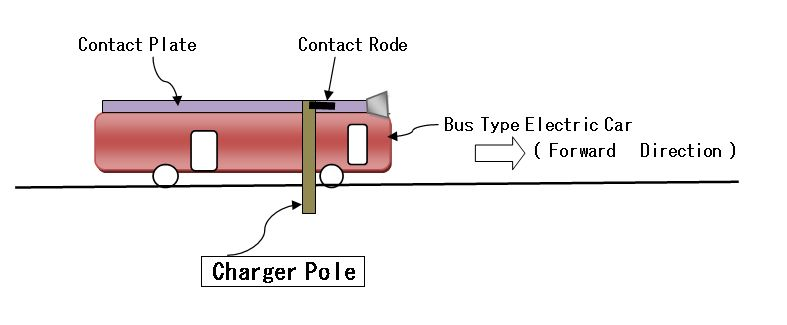
Charger Pole

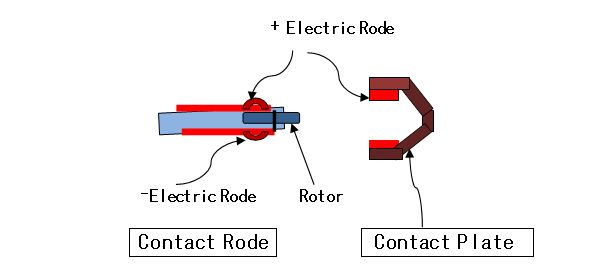
Contactor

この方式では、走行用バッテリーの充放電頻度を極限まで下げ、その寿命を飛躍的に伸ばすことが可能となる。システムとしては、従来のバッテリー駆動電気自動車（BEV）に、80m走行分ほどの小容量キャパシタ1（C1）を追加した形となる。急速な充放電が行えるキャパシタの特徴を活かし、回生ブレーキ時の充電と、次回に発進する際の放電をキャパシタで賄い、損失などで不足する分や照明などのサービス電源用電力をバッテリーから供給する。これにより、バッテリーの充放電回数を1 - 2/日に抑えられるため、10年以上にわたって電池交換が不要となる。キャパシタは一回の充放電量が少ないものの、短時間での反復使用が可能であり、回生電力の再使用により走行距離も増加する。以上は中型車以下のBEV、またはハイブリッド車に有効である。
また、大型の電気自動車などでさらに搭載電池量を少なくするには、間欠的に外部給電を利用する方法もある。路線バスでは、まず、停留所歩道端上部に給電線または1 - 2本の給電ポール (Charger Pole) を、車両側面上部に受電板 (Contactor) を設ける。車両が接近した時、給電ポール (Charger Pole) 上部に取り付けてある給電ロッド (Contactor) が車道側に回転し受電板 (Contactor) に接触して、停車中および発進時に車両のキャパシタ2に充電する。走行時にはまず、ブレーキにより充電されたキャパシタ1からの放電で発進し、次にキャパシタ2よりの放電、最後に電池の放電で次の停留所まで走行する。以上のパターンで停留所間を次々と走行する。渋滞や交差点の一時停止・発進にはキャパシタ1を利用する。登り坂では給電ポール (Charger Pole) よりの給電を優先的に利用する。以上により、給電状況によっては、従来の電池自動車の電池の小容量化（1/10以下）及び長寿命化（15年以上）を可能にした電気自動車システムである。

#### 長所（内燃機関自動車との比較）
- 重量面、コスト面、環境面（CO2 、NOx、核ごみなど）で有利である。
- 車道上に架線（突出物）を張らなくてよい、純電気自動車である。
- 市内バス、宅配便、巡回車など停留所間が800m前後の間欠的な場合、300停留所走行するのに要する電池量は1/10以下も可能となる。停車・発進時の受電板からの外部給電、キャパシタからの内部給電、走行中の受電板からの外部給電が得られるためである。
- 渋滞などによる回生はキャパシタ1が担うので、他の方式に比べ電池の消費・劣化が少ない。
- バス停に設ける給電ポール (Charger Pole) は分散給電のため小容量で、比較的安価である。
- 登り坂に給電ポール (Charger Pole) を設ければ、登攀能力は倍増する（または電池消費が少なくなる）。
- トラックなどで、屋根のない車両にも適用可能である。

#### 短所（内燃機関自動車との比較）
- 回生ブレーキの使用頻度が少ない長距離（ノンストップ）走行には効果が少ない（市街地など短距離・繰返し走行によい）。
- （バックアップ電池がない場合）停電に弱い。
- 給電ポール (Charger Pole)、給電ロッド・受電板 (Contactor) の実績は少ない。
- 全幹線道に給電ポール (Charger Pole) を取付けると、保守要員も少なからず必要となる。
- 近くに商用高圧線 (600 - 1.200V) がない場合、送電線が必要となる。

## 駆動系の配置による分類

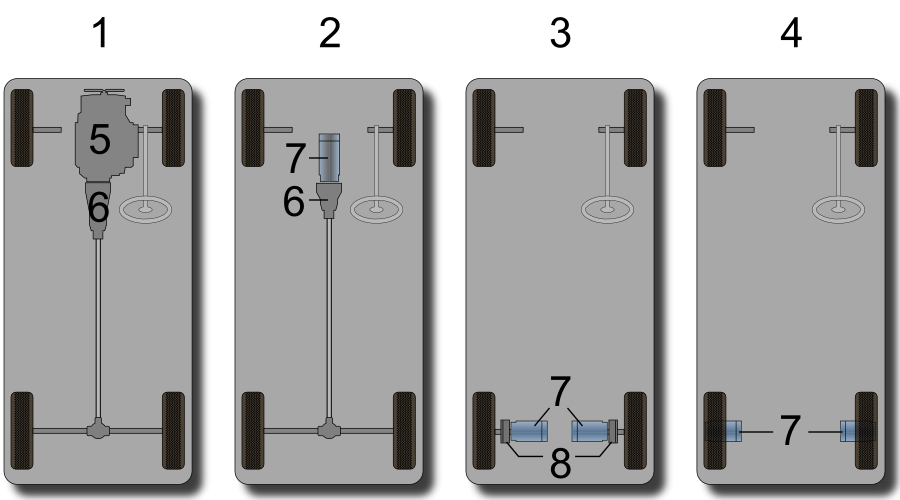
1.通常のガソリンエンジン車 (FR)
2.エンジンをモーターに積み替えた車
3.後輪横に2つ別々にモーターを配置し、減速ギヤを介して接続した車
4.インハブ・モーター車
5.ガソリンエンジン
6.クラッチ・変速機
7.電動モーター
8.減速ギア

電気自動車は電動モーターを含む駆動系の配置によりいくつかに分類できる。通常のガソリンエンジン車に最も近く、比較的簡単な改造によってエンジン部分を積み替え、プロペラシャフトやデフなどをそのまま使用するものから、駆動タイヤ近くにモーターを配置し、場合によっては減速ギヤを介して駆動輪に接続するもの、そして、最も従来の自動車とは異なる駆動系の配置となるインハブ・モーターを持つものなどがある。右図は後輪駆動車のみを示しているが、前輪駆動や四輪駆動も可能である。